# Paternò
Paternò (AFI: /paterˈnɔ/) è un comune italiano di 44 568 abitanti della città metropolitana di Catania in Sicilia.
Situata nella parte orientale dell'isola, più precisamente nel lato sudoccidentale a ridosso del vulcano Etna, dista 18,4 km da Catania, capoluogo di provincia, e 183,7 km da Palermo, capoluogo di regione.
Sorge nella zona di un sito dove fino al II secolo a.C. sorgeva l'antico villaggio siculo di Hybla Gereatis, nel corso della sua storia seguì le vicissitudini della Sicilia. Nel 1072, i normanni fondarono l’attuale città che divenne uno Stato feudale di rango comitale con il conte normanno Ruggero I di Sicilia. In epoca aragonese fece parte della Camera Reginale - salvo il periodo in cui fu nuovamente contea degli Alagona (1365-1396) - per poi diventare dominio feudale della famiglia Moncada, con i quali fu elevata a principato nel 1565, e di cui ebbero il dominio fino al 1812, con l'abolizione del feudalesimo nel Regno di Sicilia.

## Geografia fisica

### Territorio
Paternò è un centro urbano di medio-piccole dimensioni situato nell'entroterra etneo, nell'estrema parte occidentale del territorio della Città metropolitana di Catania, al confine con il Libero consorzio comunale di Enna.
Il suo territorio ha un'estensione di 144,68 km², l'ottava tra i comuni della sua provincia. Confina a nord con Biancavilla, Santa Maria di Licodia e Ragalna, a ovest con Centuripe, in provincia di Enna, a est con Belpasso, a sud con Castel di Iudica e Ramacca, appartenenti al distretto del Calatino.
Il territorio di Paternò è situato alle pendici sudoccidentali dell'Etna. Prevalentemente collinare e pianeggiante, dal punto di vista geomorfologico, è suddiviso in due aree ben definite, con i terreni di origine lavica nelle contrade verso est e i terreni di origine alluvionale a sud lungo la Valle del Simeto e la Piana di Catania. La sua altitudine media è di 225 m s.l.m. - una delle più basse della provincia - che varia da una quota minima di 34 m s.l.m. nella sua parte occidentale, a una quota massima di 2.845 m s.l.m., nella parte orientale.
Una buona parte del territorio paternese ricade nel bacino idrografico del fiume Simeto. Il territorio, inoltre è caratterizzato dalla presenza di numerose sorgenti idriche, in quanto si incontrano gli strati lavici permeabili con quelli argillosi impermeabili, facendo fuoriuscire le acque provenienti dal bacino idrografico dell'Etna; le sorgenti più importanti sono Monafria, Maimonide e Currone.
La città, invece, è racchiusa in una conca delimitata dall'antico vulcano preistorico che fu il luogo dove sorse il primo nucleo abitato. Ubicate nella parte nordoccidentale del territorio comunale, le Salinelle, importante sito di interesse naturalistico.
Il territorio di Paternò è caratterizzato da una scarsa presenza di boschi, ma ciò è dovuto principalmente al fatto che, grazie alla fertilità dei terreni, utilizzati per le coltivazioni - soprattutto quelle agrumarie - presenta circa 6.000 ha di superficie agricola utilizzata.
A seguito dell'ordinanza emessa dalla Presidenza del Consiglio dei ministri entrata in vigore il 20 marzo 2003, e deliberata dalla Giunta regionale siciliana il 19 dicembre, la classificazione sismica attribuita al territorio del Comune di Paternò è quella di Zona 2 (sismicità media).

### Clima
Il clima è mediterraneo, tuttavia la posizione geografica tra la Piana di Catania e l'Etna nell'immediato entroterra rispetto alla costa ionica catanese ne risalta alcune caratteristiche continentali: mite di tipo subcontinentale nel periodo invernale, e torrido e afoso in quello estivo. Le nevicate sono molto rare, anche se è avvenuto qualche episodio nel corso degli anni durante forti ondate di freddo.
È classificata quale zona climatica di tipo C.
| Paternò            | Mesi | Mesi | Mesi | Mesi | Mesi | Mesi | Mesi | Mesi | Mesi | Mesi | Mesi | Mesi | Stagioni | Stagioni | Stagioni | Stagioni | Anno |
| Paternò            | Gen  | Feb  | Mar  | Apr  | Mag  | Giu  | Lug  | Ago  | Set  | Ott  | Nov  | Dic  | Inv      | Pri      | Est      | Aut      | Anno |
| ------------------ | ---- | ---- | ---- | ---- | ---- | ---- | ---- | ---- | ---- | ---- | ---- | ---- | -------- | -------- | -------- | -------- | ---- |
| T. max. media (°C) | 13,1 | 13,7 | 15,4 | 17,9 | 22,5 | 27,0 | 30,4 | 30,4 | 27,2 | 22,4 | 18,1 | 14,5 | 13,8     | 18,6     | 29,3     | 22,6     | 21,1 |
| T. min. media (°C) | 5,6  | 5,6  | 6,8  | 8,9  | 12,5 | 16,6 | 19,4 | 19,9 | 17,6 | 13,9 | 10,2 | 7,3  | 6,2      | 9,4      | 18,6     | 13,9     | 12,0 |

## Origini del nome
Numerosi studiosi, antichi e contemporanei, si sono soffermati sull'origine del toponimo «Paternò», ed hanno formulato diverse ipotesi su quale possa essere il suo significato.
Tra le ipotesi, sono degne di segnalazione quelle dello storico Gaetano Savasta (in Memorie storiche della città di Paternò, 1905), e del linguista Giovanni Alessio, che nei loro studi si sono orientati verso l'ipotesi di un'origine greco-bizantina del nome. L'Alessio sostiene che il nome di Paternò sia legato a quello del vicino centro di Adernò, anch'esso di origine bizantina, e l'etimologia deriverebbe dall'espressione in lingua greca ep-Adernòn, che significa «verso Adernò». Ma questa ipotesi, oltre ad essere semplicistica, non è suffragata da alcuna fonte storica. Il Savasta, invece, ha formulato l'ipotesi che il toponimo abbia origine latina e che derivi da Paetram Aitnaion, il cui significato sarebbe «Rocca degli Etnei» (riferendosi all'antico toponimo di Aitna). Ipotesi quest'ultima simile a quella formulata nel XVI secolo dallo storico Leandro Alberti, per il quale il toponimo comparve sotto i Romani.
Il geografo arabo Al-Muqaddasi, nella sua descrizione della Sicilia redatta intorno al 985, denomina la città come Batarnù e afferma che il toponimo era preesistente alla dominazione araba. L'etimologia sarebbe perciò latino-bizantina, dove paternum praedium, cioè "proprietà terriera ereditata dal padre", veniva pronunciato Paternón, per passare poi nella forma ufficiale dei testi antichi Paternio e quindi arrivare all'attuale Paternò.
Un'altra possibile interpretazione dell'origine del toponimo Paternò può essere dovuta al fatto che la città si trovi "davanti l'Etna", in latino "Praeter Aetna". Per sincrasi dei due lemma e rotazione dell'ultima vocale, il "Praeter Aetna" diventa P(r)a(e)ter(Aet)n(a=)o.   
Gli abitanti di Paternò sono detti paternesi o patornesi, e in siciliano sono detti paturnisi.

## Storia

### Età antica
Il popolamento e la fondazione di un centro abitato nel sito su cui sorge l'odierna città di Paternò, di origine vulcanica, risalgono all'età di Thapsos. In origine dovette trattarsi di un villaggio dei Sicani, i quali sarebbero stati successivamente cacciati dai Siculi, che vi si insediarono intorno al IV millennio a.C., sfruttarono il tipo di superficie per cavare dalle rocce i blocchi di lava ed estrarre gli utensili da lavoro e le macine, e vi costruirono edifici sulla parte sommitale del colle vulcanico.
Il villaggio assunse il nome di Hybla (Ὕβλα), che per distinguerlo dalle altre città siciliane con lo stesso nome, fu chiamato Hybla Gereatis (o Hybla Major). Nella stessa epoca e nella stessa area, sorse probabilmente il villaggio di Inessa (Ἴνησσα). A fare menzione di queste due località, fu lo storico greco Tucidide, il quale affermò persino che i due villaggi fossero di origine sicula e li collocò nella medesima zona.
Le due città sicule caddero in mano greca attorno al 460 a.C., quando furono assediate dai Siracusani guidati dal tiranno Gerone I. Ad Inessa si rifugiarono numerosi profughi provenienti da Katane, e fu successivamente denominata Aitna (Αἴτνα). Liberate dal dominio siracusano per opera dei Corinzi guidati dal generale Timoleonte nel 339 a.C., Inessa e Hybla seguirono le sorti dell'isola, passando nel 243 a.C. sotto il dominio di Roma, e furono inserite nell'elenco delle città decumane dell'isola.

### Età medievale

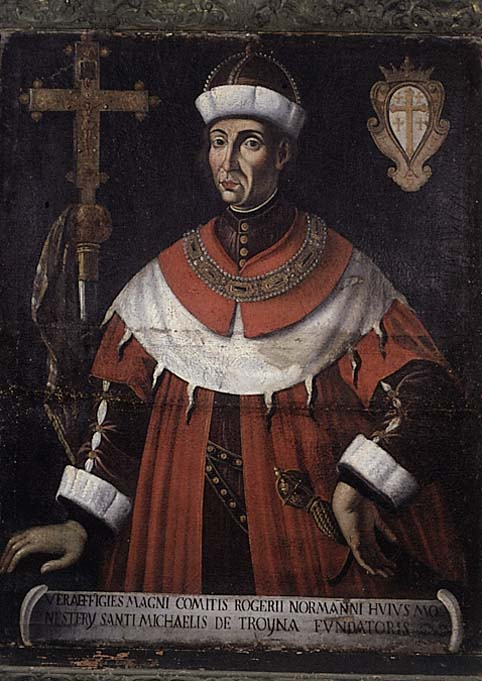
Ruggero d'Altavilla

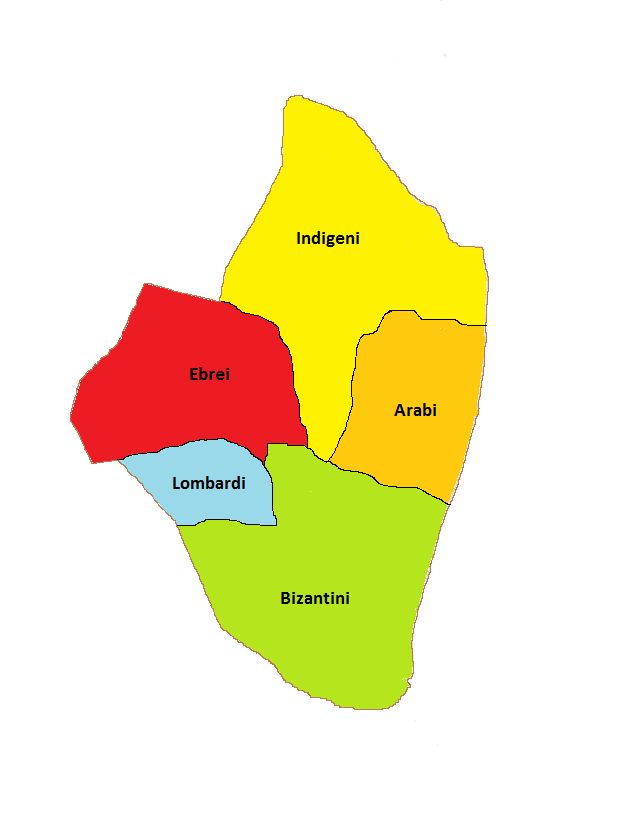
Suddivisione in quartieri etnici del colle di Paternò in epoca medievale: Lombardi, Arabi, indigeni, Bizantini, Ebrei.

Nel 476, avvenne la caduta dell'Impero romano d'Occidente, e dopo questo evento si persero le tracce delle due antiche città di Aitna e Hybla: secondo il geografo Strabone i due villaggi siculi scomparvero attorno al II secolo a.C.. La Sicilia, dapprima conquistata dai Barbari guidati da Odoacre, nel 553, al termine della Guerra gotica, passò sotto il dominio dell'Impero bizantino: al periodo bizantino risalrebbe la nascita dell'attuale nome della città etnea come Paternón.
Dell'epoca bizantina si hanno scarse notizie nelle fonti storiche, gran parte delle quali riportano scarne informazioni in merito all'intenso processo di cristianizzazione che portò alla diffusione dello stile di vita monastico e alla costruzione di eremi, tra i quali, quello importantissimo di San Vito (dal VI secolo). Il dominio bizantino sulla Sicilia cessò dopo quattro secoli, e nel 901, Paternò entrò a far parte dell'Emirato di Sicilia, e il borgo fu chiamato Batarnū (بترنو), che amministrativamente fu inserito nel Val Demone. Secondo lo storico Francesco Giordano, risalirebbe a questo periodo, o ad epoca anteriore, il qanat che si snoda all'interno della Collina storica; si tratta di un'opera di ingegneria idraulica per il convoglio, il trasporto e la distribuzione dell'acqua. Grazie alla fertilità dei luoghi, in epoca araba si assistette ad una costante ripresa delle attività agricole e pastorizie in tutto il territorio.
Nel 1061, la zona di Paternò fu liberata dal dominio islamico grazie all'esercito composto in gran parte da normanni guidati dal Gran Conte di Sicilia Ruggero I d'Altavilla, che vi giunse dopo aver liberato Messina e gli altri centri del Val Demone. L’attuale centro fu fondato dai normanni e parte del nuovo Regno di Sicilia rappresentò per la città etnea l'inizio di un periodo di grande splendore civico ed economico: a Paternò, fu edificato il dongione normanno attorno al quale si sviluppò il borgo; e durante il regno del Re Ruggero II d'Altavilla, furono edificati numerosi edifici ecclesiastici - chiese, conventi e monasteri - per cancellare ogni traccia della presenza islamica nella zona, nonostante là zona etnea in cui la componente etnica maggioritaria era quella greca - fu uno dei meno islamizzati dell'isola. Numerose furono anche le costruzioni di presidi militari e di difesa, come il dongione fatto edificare nel 1072 dall'Altavilla, usato come castello con scopo residenziale e militare per attaccare Catania e le altre zone controllate dagli arabi.
Dopo la fondazione normanna, Paternò divenne feudo del Gran Conte Ruggero, che nel 1072 la elevò a contea ed assegnò in dote al genero Ugo di Jersey, marito della figlia di primo letto Flandina d'Altavilla. La Contea di Paternò fu soppressa nel 1200 - alla morte del conte Bartolomeo de Luci - e reintegrata al demanio, finché nel 1209 il giovane sovrano Federico II di Sicilia la assegnò a Pagano Parisi (o de Parisio), che ne assunse la signoria in quanto marito di Margherita de Luci, figlia di Bartolomeo. Il dominio feudale del Parisi cessò nel 1213 perché accusato di sedizione contro il Re di Sicilia, che gliela confiscò; durante la Dinastia siciliana degli Svevi, ebbero successivamente la signoria su Paternò, Beatrice Lancia (1234-1250) e Galvano Lancia (1251-1268). Estintasi la dinastia sveva, con la morte del Re Manfredi di Sicilia nel 1266, ci fu lo sterminio per ordine di Carlo I d'Angiò di tutti i membri maschi della Casa reale, e l'eliminazione dello stesso Lancia ad essi fedele, a cui venne confiscata la signoria di Paternò.
Nel 1268, gli Angioini si impadronirono della Sicilia, e il dominio feudale su Paternò risulta appartenere ad un signore di cognome Bonifacio, a cui succedette la figlia Giacoma, per mezzo della quale pervenne in dote al marito Manfredi Maletta. Il Maletta, che nell'ambito della rivolta dei Vespri siciliani scoppiata nel 1282 contro i dominatori angioini, sostenne l'intervento degli Aragonesi nell'isola, li tradì nel 1299 per passare dalla parte degli Angioini; il principe Federico III di Sicilia, divenuto Re di Sicilia nel 1296, gli confiscò la terra di Paternò e la concesse ad Ugo di Empúries, conte di Squillace. Nel 1302, il nuovo re di Sicilia inserì Paternò nella Camera Reginale, una dote patrimoniale che assegnò come dono di nozze alla consorte la regina Eleonora d'Angiò. Lo stesso re Federico III di Sicilia morì a Paternò la notte del 23 giugno 1337 nell'Ospedale della Commenda dell'Ordine di San Giovanni in Gerusalemme - sito fuori dalla cinta muraria della città - dopo essere stato qui ricoverato, mentre ammalato di podagra, da Enna si recava a Catania.
Nel 1365, il re Federico IV di Sicilia assegnò Paternò ad Artale Alagona, conte di Mistretta, con cui riebbe lo status di contea avuto ai tempi della Dinastia degli Altavilla, avendo l'Alagona permutato la terra etnea con la Contea di Mistretta. Gli Alagona persero Paternò nel 1396, a seguito di confisca ordinata dal re Martino I di Sicilia per l'accusa di fellonia a loro carico, e il medesimo, nel 1403 la reinserì nella Camera Reginale, a disposizione della sua consorte la regina Bianca di Navarra, che due anni più tardi codificò un sistema di norme civili denominato Consuetudini di Paternò.
La permanenza di Paternò all'interno della Camera Reginale durò fino al XV secolo: il re Alfonso V d'Aragona vendette la terra e il castello di Paternò, dapprima a Niccolò Speciale, barone di Spaccaforno nel 1431, e in seguito a Guglielmo Raimondo Moncada, conte di Adernò nel 1456, con il mero e misto imperio sul feudo.
Paternò ebbe l'appellativo di «Città» in quell'epoca, come attestato da un diploma del 1473 dell'arciprete Antonio de Rocco, un titolo che solitamente spettava alle sedi arcivescovili.

### Età moderna

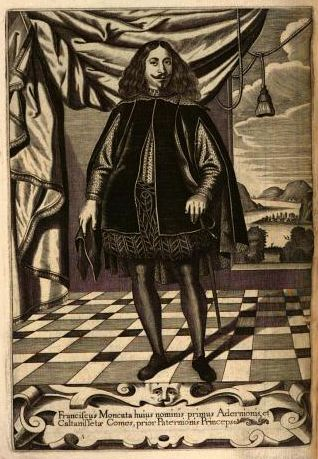
Ritratto di Francesco Moncada de Luna, primo principe di Paternò

Il dominio feudale dei Moncada su Paternò, durò per quasi quattro secoli. La cittadina etnea, da semplice terra baronale fu elevata a rango di principato per l'investitura ottenuta dal conte Francesco Moncada de Luna a primo principe di Paternò da parte del re Filippo II di Spagna l'8 aprile 1565, resa esecutiva il 3 giugno 1567.
Il Principato di Paternò fu uno dei maggiori stati feudali della Sicilia per superficie e popolazione, nonché uno con i più elevati livelli di ricchezza media pro capite, superiori persino a quelli di molte città demaniali. Notevole impulso ebbero le attività agricole, artigianali e commerciali, e molto significativa fu l'affermazione di un ceto borghese costituito da ricche famiglie che formarono l'élite cittadina che governava per conto del Principe.
Il 26 aprile 1636, il principe Luigi Guglielmo Moncada d'Aragona La Cerda, emanò un decreto con il quale veniva decisa la separazione dei territori di Paternò e Malpasso, con quest'ultima che si costituiva casale autonomo e dotato di una propria giurisdizione. Paternò, ridimensionata per lo scorporo da Malpasso, non fu investita dall'eruzione dell'Etna del 1669, ma come tutti i centri della Sicilia orientale subì, al contrario, ingenti danni dal violento terremoto del 1693. Il terribile evento sismico provocò nella città appena 60 vittime, ma già dalla seconda metà del XVII secolo, si verificò la progressiva espansione dell'abitato verso la pianura ad ovest con la nascita di nuovi quartieri e contrade, con conseguente abbandono dell'antico borgo sul colle lavico da parte degli abitanti. Risale a questo periodo un interessante documento, una Mappa prospettica (un disegno ad inchiostro inserito all'interno di un manoscritto del Sei-Settecento che raffigura la più antica veduta di Paternò) che inquadra la città con i suoi monumenti principali e con scene di vita quotidiana e di giustizia. Intenso fu lo sviluppo urbanistico e demografico nella "parte bassa" con la costruzione di piazze, strade e vicoli, la bonifica delle zone paludose, l'erezione di edifici religiosi e di abitazioni civili, avvenuta in maniera copiosa e spesso disordinata, che portò alla formazione di nuovi quartieri negli anni successivi fino a primi del XX secolo, e determinarono la fisionomia dell'attuale centro storico.
Il 22 luglio 1753, Paternò ebbe confermato il titolo di «Città».

### Età contemporanea

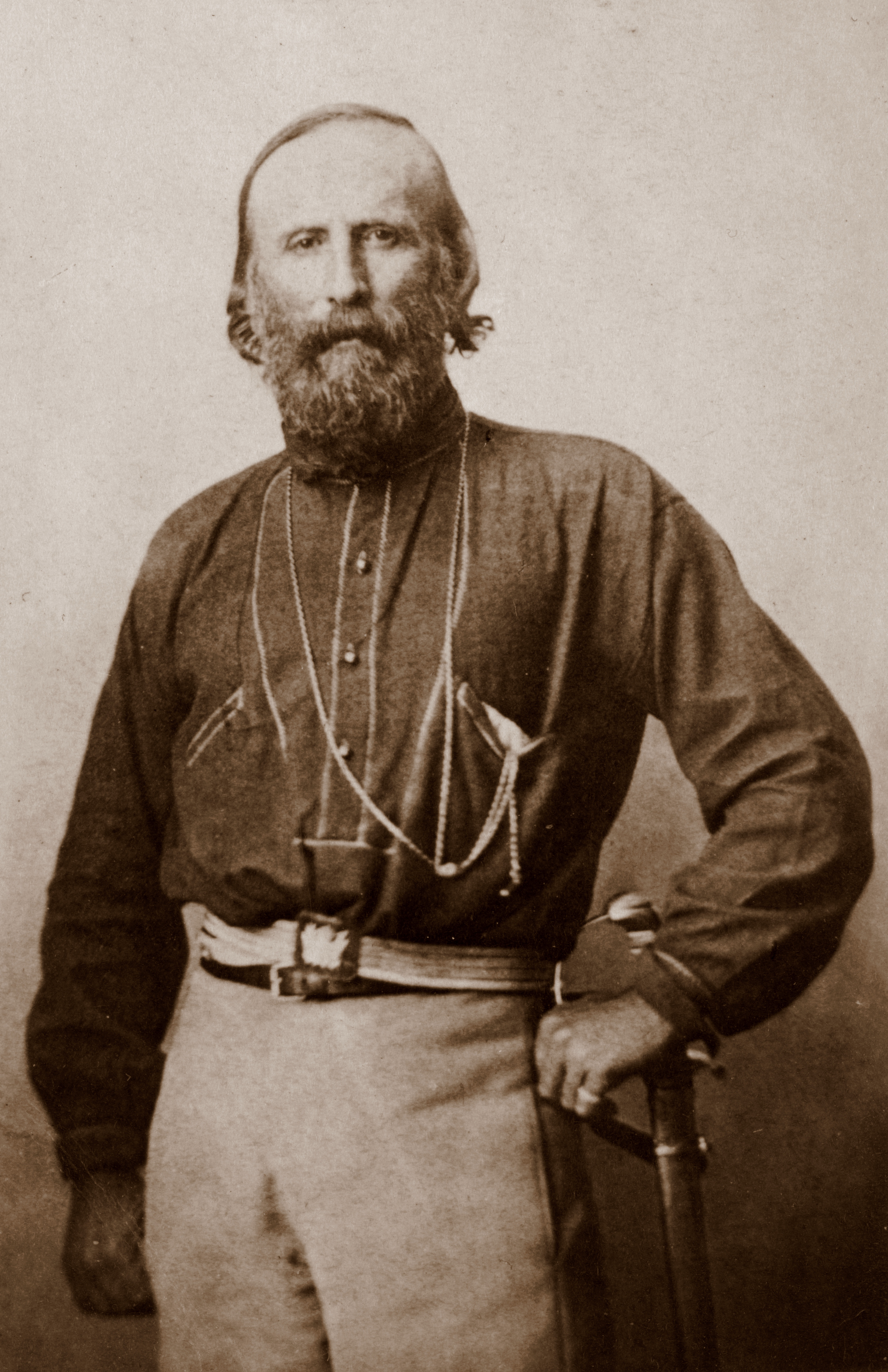
Giuseppe Garibaldi

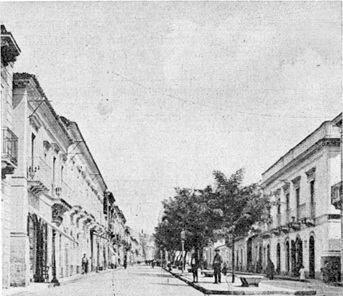
Uno scorcio della via Vittorio Emanuele nella zona delle Palme, alla fine del XIX secolo

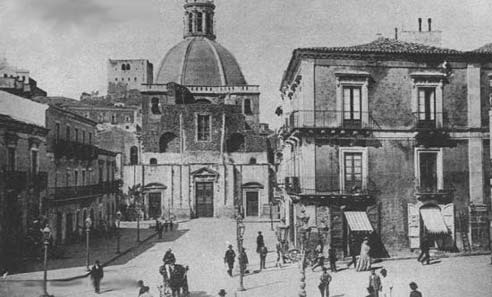
Piazza Indipendenza in una foto risalente alla fine dell'Ottocento

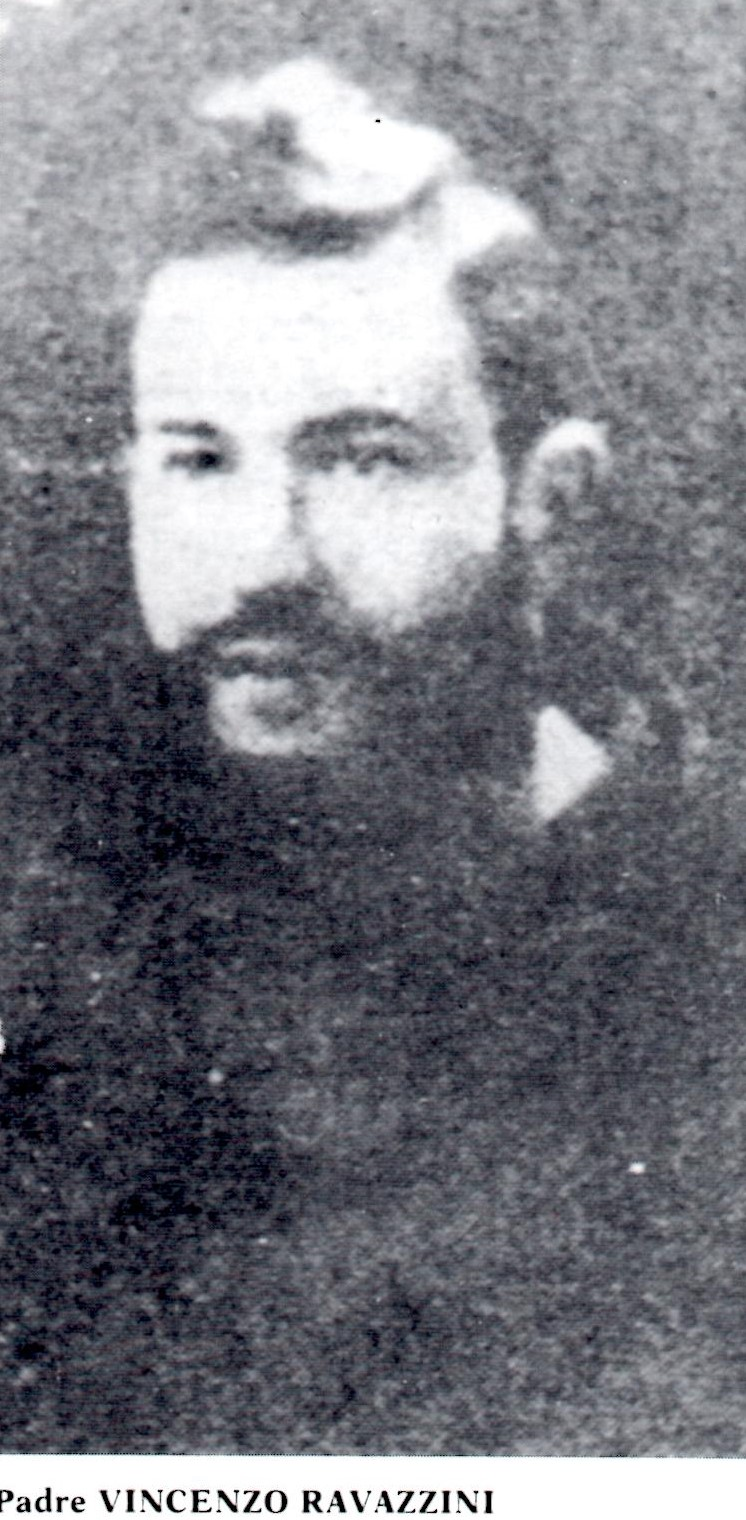
Padre Vincenzo Ravazzini (al secolo Aurelio), deceduto mentre portava ai feriti e ai moribondi il conforto materiale e spirituale.

Nel 1812, il re Ferdinando III di Borbone, in risposta alla rivolta scoppiata nell'isola e all'avanzata napoleonica, concedette ai suoi sudditi del Regno di Sicilia una costituzione che sanciva l'abolizione del feudalesimo, e pertanto il Principato di Paternò cessò di esistere, e con esso il dominio dei Moncada sulla città.
Dopo la caduta di Napoleone e dei vari Stati-fantoccio giacobini, nel 1816 nacque il Regno delle Due Sicilie: Paternò che a inizio XIX secolo contava una popolazione attorno ai 10.000 abitanti, con la riforma amministrativa del 1817 varata dalla Corona borbonica divenne comune circondariale e fu inserita nel Distretto di Catania. Nel 1826-31, veniva costruita la strada rotabile che collegava Paternò con Catania.
Dopo la fine del feudalesimo e la soppressione del Principato di Paternò, gli abitanti del quartiere di Licodia - che contava una popolazione di circa 2.200 unità - aspirarono alla sua elevazione a comune autonomo, che ottennero con Decreto Reale n. 6372 del 22 agosto 1840, che stabilì la sua istituzione al 1º gennaio 1841.
Nella Sicilia borbonica si diffuse tra la popolazione un sentimento ostile alla Casa reale, che insorse con i moti del 1820, del 1837 e del 1848. A Paternò, dove parte dell'élite cittadina aderì alle idee liberali diffusesi all'epoca ed alle organizzazioni segrete come la Carboneria, tali avvenimenti, verificatisi nei maggiori centri dell'isola, ebbero scarso eco e la stragrande maggioranza della popolazione non partecipò ad alcuna rivolta popolare. L'insurrezione antiborbonica ebbe invece una vasta partecipazione popolare in città il 17 maggio 1860, che vide l'innalzarsi del Tricolore: i volontari in camicia rossa di Giuseppe Garibaldi sconfissero un reparto dell'esercito borbonico guidato dal colonnello Mella, e questa impresa consentì successivamente ai garibaldini di conquistare Catania. Lo stesso Garibaldi, recò visita alla città nel 1864, che lo accolse festante, e al quale gli venne pure intitolata un'importante via del centro storico.
Dopo l'Unità d'Italia, a Paternò continuarono a persistere le stesse problematiche dell'era borbonica. Una vasta porzione di territorio era infestata dalla malaria, per la vicina presenza del fiume Simeto, e il problema venne gradualmente risolto con le prime bonifiche delle zone paludose nella Piana di Catania, avviate il secolo precedente ed attuate nel corso dei decenni successivi. La forte presenza del latifondo non permise un corretto sviluppo delle attività agricole, neppure a seguito della lottizzazione delle terre demaniali avvenuta dopo il 1869, che favorì maggiormente i grandi proprietari terrieri e non i piccoli coltivatori. Tra la fine dell'Ottocento e l'inizio del Novecento, aumentò comunque la superficie agraria e forestale del territorio, che si arricchì così di agrumeti, fattore quest'ultimo che attrasse le migrazioni di braccianti agricoli (detti «agrumari») provenienti dai comuni confinanti della stessa provincia e dai comuni rurali delle province di Enna e di Messina. Fiorenti erano anche le attività manifatturiere, e nel medesimo periodo, sorsero a Paternò le società operaie e le cooperative agricole. Tuttavia, le condizioni di vita dei ceti più umili della popolazione paternese rimanevano precarie, e il loro disagio veniva a manifestarsi con i tumulti scoppiati nell'aprile del 1896, contro l'introduzione di un'imposta comunale sui generi di largo consumo che aveva sostituito quella sul focatico, con assalti al municipio, agli uffici delle imposte e al carcere; l'ordine fu ristabilito con l'intervento prefettizio, la nuova imposta venne soppressa, il deficit comunale fu poi colmato dal governo nazionale.
La prima metà del XX secolo a Paternò fu caratterizzato da momenti di alti e bassi dal punto di vista economico. Durante il Fascismo - tranne che nel periodo della Grande crisi - conobbe un incremento della sua produzione agrumicola, in particolare a seguito delle politiche economiche autarchiche attuate dal regime di Mussolini dopo le sanzioni del 1936, che favorirono la commercializzazione delle produzioni agricole locali, proteggendole dalla concorrenza straniera.. Nelle due guerre mondiali, il centro etneo pagò un grosso tributo a livello di vite umane. Se nella prima guerra mondiale furono circa 600 i giovani paternesi mandati sul fronte che persero la vita, fu soprattutto nella seconda guerra mondiale che si manifestarono gli eventi più disastrosi. La città fu sottoposta a pesanti bombardamenti compiuti dall'aviazione anglo-statunitense dal 14 luglio al 2 agosto 1943, che distrussero l'80% dell'abitato e causarono 2.320 feriti. Il numero di morti, che la storiografia ufficiale quantifica ad oltre 4.000 unità, in base a ricerche storiche compiute nei decenni successivi - tra cui quelle effettuate dallo storico e giornalista paternese Ezio Costanzo - si aggirerebbe attorno alle 500 unità, e pertanto le stime fatte all'epoca sono state ritenute errate.. Tra i quartieri più colpiti si ricorda quello denominato Montecenere, raso completamente al suolo (oggi le case presenti sono tutte ricostruite). Un pesante bombardamento, avvenuto il 15 Luglio del '43 sull'ospedale da campo allestito all'interno della Villa Moncada, tolse la vita a numerosi feriti e moribondi ivi presenti. Tra essi a perdere la vita ci fu pure padre Vincenzo Ravazzini, frate minore cappuccino originario di Castellarano ma residente nel convento paternese. Egli passando tra i giacigli dei moribondi era solito dar loro dell'acqua fresca dalla propria borraccia per rendere meno affannosi gli ultimi istanti della loro vita. Amministrati i sacramenti della confessione e dell'estrema unzione, il padre vegliava le povere anime sino al loro trapasso. In questo costante servizio di carità evangelica egli trovò la morte, ucciso dalle bombe che precedentemente avevano ferito mortalmente gli stessi morenti che assisteva.
La ricostruzione post-bellica a Paternò fu inizialmente molto lenta. Tuttavia lo sviluppo urbanistico della città ha subito una forte accelerazione negli sessanta-settanta, periodo in cui la "geografia" urbana e stradale della città si è meglio definita secondo gli standard moderni e meglio adattata alle esigenze delle nuove classi emergenti della borghesia medio-alta, con la creazione di nuovi quartieri. La nuova espansione urbanistica, conseguenza del costante incremento demografico, avvenne spesso in maniera disordinata, con numerosi casi di edilizia abusiva, che ha deturpato il tessuto urbano. Lungo la direttrice nord, invece, dove l'espansione è stata regolata dall'amministrazione comunale, si è sviluppato il quartiere Ardizzone, che presenta un'elevata dotazione di servizi e, soprattutto, di verde pubblico. Importante fu anche lo sviluppo demografico della frazione di Ragalna, eretta a comune autonomo nel 1985.
Malgrado l'adozione del primo piano regolatore generale da parte dell'amministrazione comunale nel 1983, il problema dell'abusivismo edilizio a Paternò non cessò di persistere negli anni successivi, e ciò portò alla creazione di nuovi insediamenti abitativi nella parte sudoccidentale della città - denominata "Zona C1" - un processo che diede origine al quartiere Scala Vecchia-Palazzolo. Lo sviluppo di zone periferiche e la riqualificazione di alcune parti della zona centrale dell'abitato, determinarono uno spopolamento del centro storico, passato dai 30.000 residenti del 1950 ai 18.000 del 1995.

### Simboli

Stemma del Comune

Gonfalone del Comune

Lo stemma, riconosciuto con D.P.C.M. del 10 giugno 1951, ha la seguente blasonatura:
Il gonfalone civico è stato concesso con D.P.R. del 1º luglio 1952, esso ha la seguente descrizione:
La bandiera cittadina è costituita da un drappo formato da due bande verticali di eguali dimensioni di colore rosso e azzurro, col rosso dalla parte dell'asta.

## Monumenti e luoghi d'interesse

### Architetture religiose

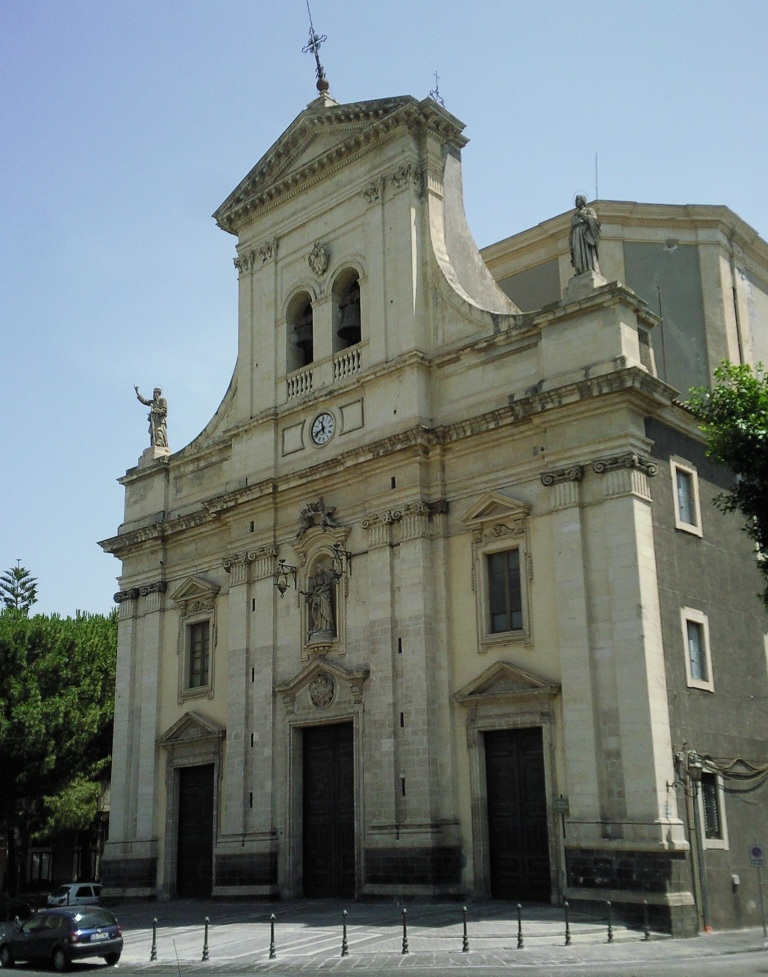
Chiesa di Santa Barbara

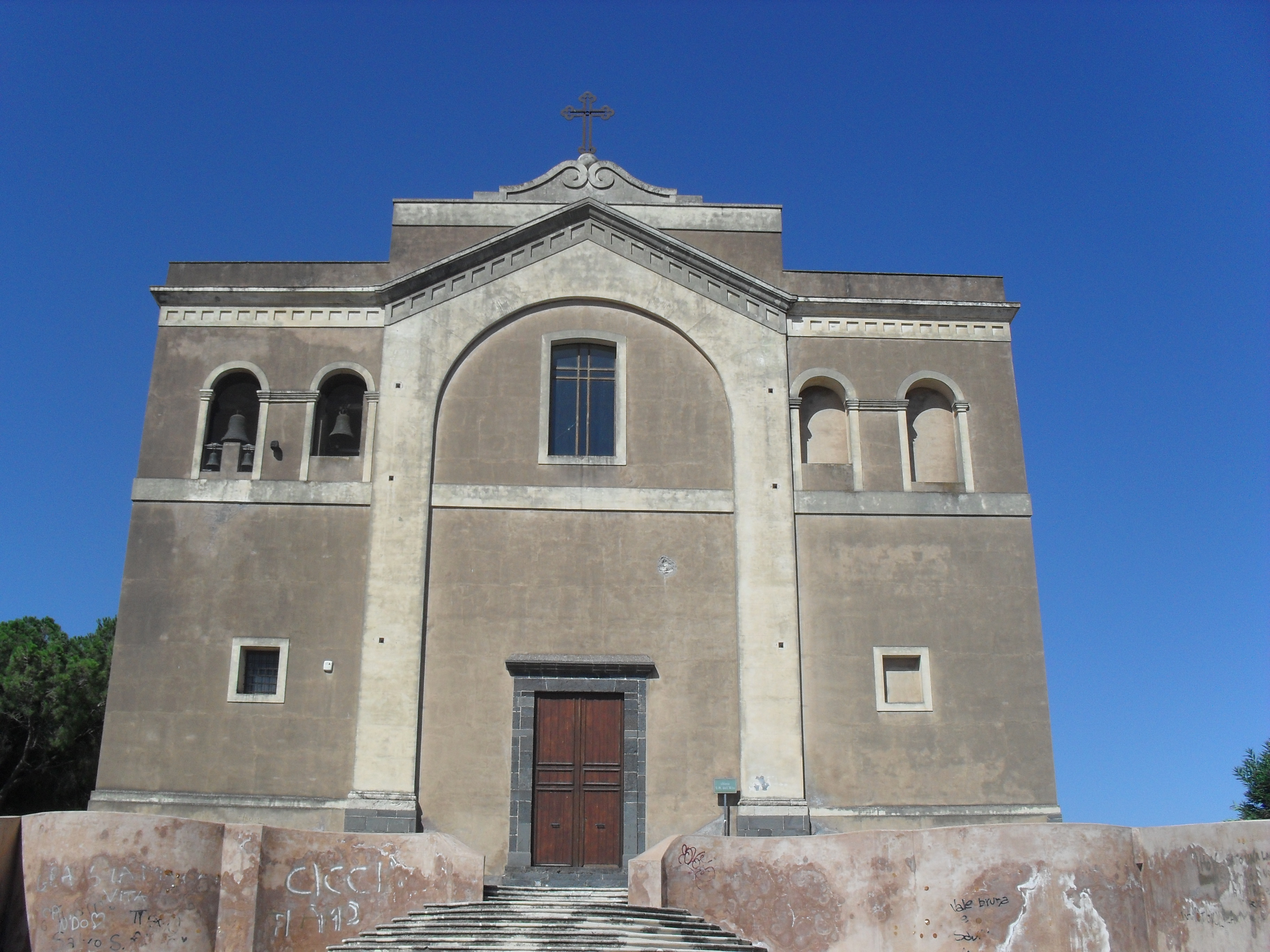
Chiesa di Santa Maria dell'Alto

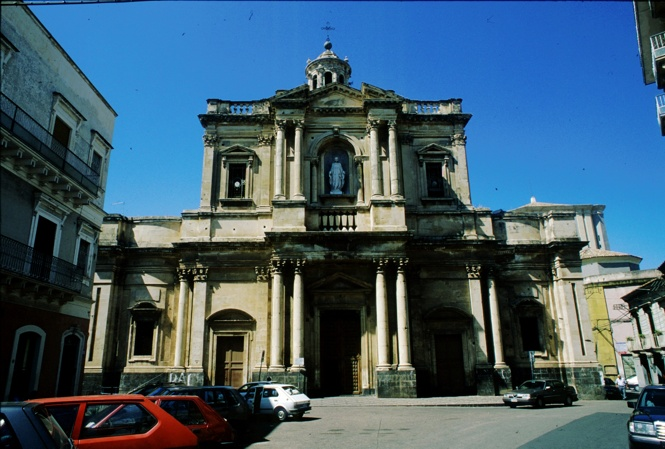
Chiesa (ex monastero) di Maria Santissima Annunziata

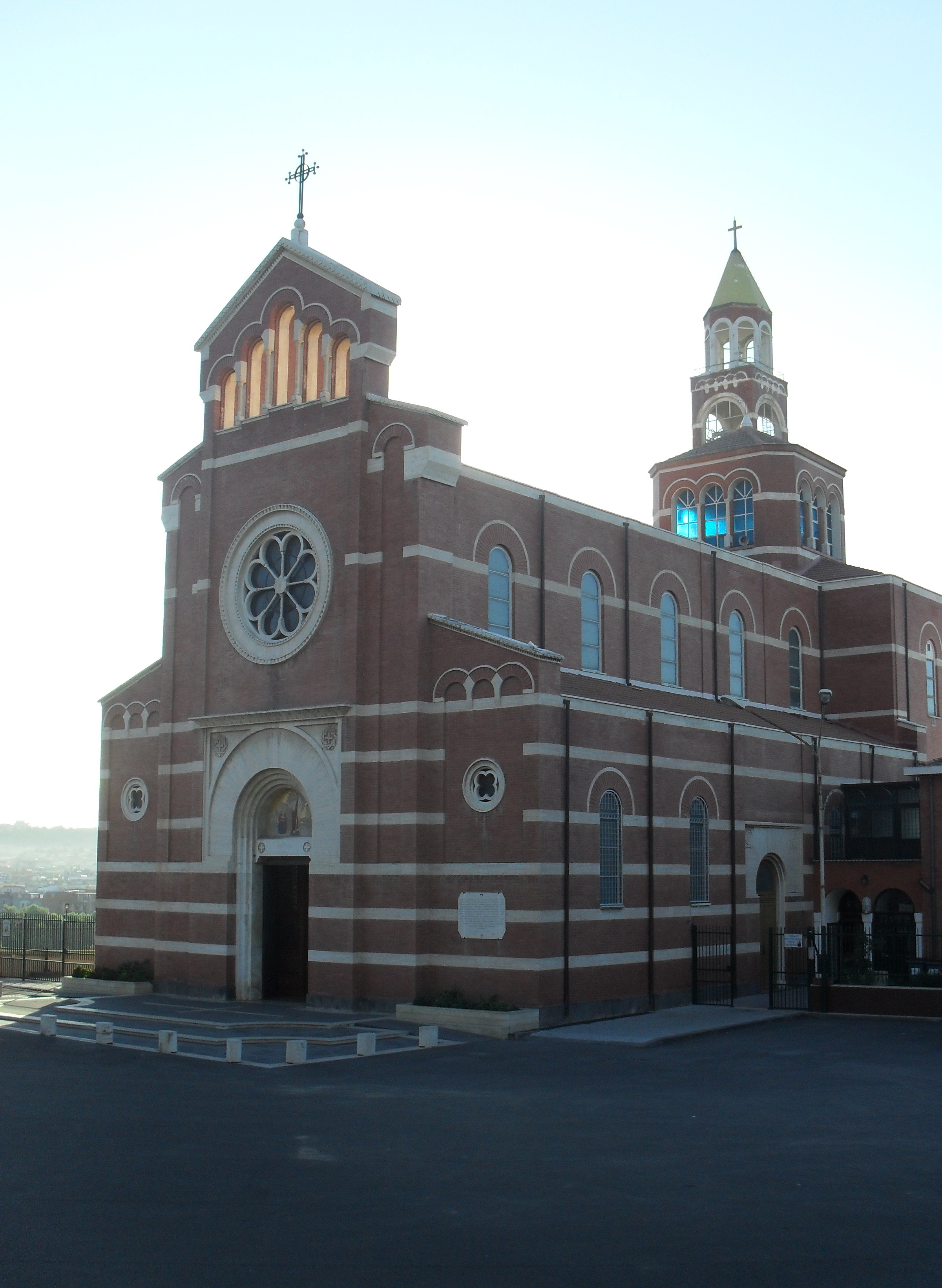
Santuario della Madonna della Consolazione

- Chiesa del Carmine (XIV secolo), inizialmente intitolata al culto della Madonna della Catena. Donata dai Principi di Paternò all'Ordine dei Carmelitani nel 1573, assunse l'attuale denominazione e fu sede fino ai primi dell'Ottocento di un monastero e di un ospedale;
- Chiesa del Pantheon (XVII secolo), in origine chiesa intitolata a Gesù e Maria, che ospita la sepoltura dei militari paternesi caduti nella prima guerra mondiale;
- Chiesa del Sacro Cuore di Gesù (1975), ospitata all'interno di un edificio prefabbricato nel quartiere Ardizzone[79];
- Chiesa del Santissimo Crocifisso (1710), detta anche "Chiesa Nuova", piccola chiesa fondata dal nobile locale Fabrizio Bellia, che sul lato sinistro della facciata presenta una statua di papa Giovanni Paolo II[80];
- Chiesa del Santissimo Salvatore (XVII secolo), piccola chiesa situata nella parte nordorientale del centro storico, con facciata piana a capanna, e ricca di decorazioni al suo interno;
- Chiesa della Madonna delle Grazie (metà XVII secolo), fondata dai Padri agostiniani, la abbandonarono nel 1755. L'edificio ospita i culti della Madonna delle Grazie e di San Giuseppe;
- Chiesa della Madonna dell'Itria (XVI secolo), uno dei più antichi luoghi di culto sorti nella "parte bassa" di Paternò. Inizialmente intitolata al culto di Santa Barbara, fu sede dei cavalieri dell'Ordine teutonico;
- Chiesa ed ex monastero della Santissima Annunziata (XVI secolo), in origine fu la cappella privata dell'annesso monastero delle Suore benedettine, i cui locali oggi ospitano la biblioteca comunale.
- Chiesa dello Spirito Santo (2000), sorge nel quartiere Ardizzone ed è stata fatta costruire per volontà del commendator Michelangelo Virgillito;
- Chiesa di Cristo al Monte (XVI secolo), di proprietà dell'Arciconfraternita dei Bianchi[81], realizzata in stile rococò;
- Chiesa di Cristo Re (1884), detta anche Chiesa del Purgatorio, realizzata in stile barocco con elementi neoclassici;
- Chiesa di San Biagio (1965), sorge nel rione periferico Scala Vecchia, ed è costruita in stile contemporaneo[82];
- Chiesa di San Domenico (1562), detta anche Chiesa del Santissimo Rosario. Dal 1686, il convento dell'Ordine dei Domenicani a cui era annesso e da cui trae l'intitolazione, aveva la dignità di priorato;
- Chiesa di San Francesco all'Annunziata (1987), costruita secondo i criteri architettonici contemporanei su una preesistente chiesa del XIX secolo demolita nel 1977;
- Chiesa di San Francesco di Paola (1695), di stile barocco, situata in pieno centro storico;
- Chiesa di San Gaetano (1736 ca.), sorge nella parte settentrionale a ridosso del centro storico, che presenta numerosi elementi decorativi nella facciata e negli interni[83];
- Chiesa di San Giacomo (XVI secolo), intitolata al culto di San Giacomo Maggiore, sorge a ridosso della Collina storica;
- Chiesa di San Giovanni Bosco (1965), intitolata al culto del presbitero piemontese, sorge nel quartiere Coniglio, ed è realizzata in stile architettonico eclettico con elementi tipici dell'architettura romanica[84];
- Chiesa di San Giuseppe (XIX secolo), inizialmente intitolata al culto di Santa Rosa, si trova nella frazione Sferro, e presenta i tratti tipici dell'architettura rurale del borgo in cui sorge[85];
- Chiesa di San Marco (XIII secolo), di stile architettonico normanno, fu fondata come monastero benedettino;
- Chiesa di San Michele Arcangelo, chiesa in stile architettonico moderno situata nel lato meridionale del centro, costruita nell'area su cui sorgeva una preesistente chiesa del XVI secolo, anch'essa intitolata al culto dell'Arcangelo Michele[86];
- Chiesa di Sant'Antonio Abate (1517), fondata come convento francescano da parte del Conte di Adernò, fu utilizzata come lazzaretto durante l'epidemia di peste del 1576;
- Chiesa di Sant'Antonio alla Scala (2018), il più recente edificio sacro della città, che sorge nel rione Scala Vecchia-Palazzolo, che ospita i culti di Sant'Antonio abate e della Madonna della Scala[87];
- Chiesa di Santa Barbara (XVI secolo), intitolata al culto della patrona cittadina Santa Barbara dal 1583.
- Chiesa di Santa Caterina d'Alessandria (1730 ca.), sorge nel centro storico, e fu costruita su una preesistente chiesa del XVI secolo distrutta dal terremoto del 1693. Oltre al culto della santa martire alessandrina, ospita anche il culto dei santi Alfio, Filadelfo e Cirino;
- Chiesa di Santa Margherita (1750 ca.), edificio di stile barocco, sorge nel centro storico. Avente campanile simile a quello delle chiese orientali, oltre al culto della santa martire fanciulla Margherita di Antiochia ospita anche il culto della Maria Addolorata;
- Chiesa di Santa Maria dell'Alto, o Chiesa Matrice (1072), eretta in epoca normanna e completata verso il 1342, sorge sulla Collina storica.
- Chiesa di Santa Maria della Valle di Josaphat (1090), fatta costruire dalla contessa Adelaide del Vasto, moglie del Gran Conte Ruggero. Prende il nome dall'Ordine di Santa Maria di Valle Josaphat, ed ospita il culto dell'Assunzione di Maria. È nota anche come chiesa della Gancia, poiché sorge nel quartiere Gancia nel versante orientale del colle;
- Chiesa di Santa Maria delle Grazie (1608), ubicata sulla Collina storica, fu edificata dai Frati Cappuccini, ed è intitolata al culto della Madonna delle Grazie poiché costruita sui resti di un preesistente convento che ospitava i monaci dell'omonima confraternita;
- Santuario della Madonna della Consolazione, che sorge nell'estrema parte meridionale a ridosso del colle. Santuario dal 1937, fu edificato nel 1954 nell'area in cui sorgeva la chiesetta cinquecentesca distrutta dai bombardamenti della seconda guerra mondiale.

### Architetture civili

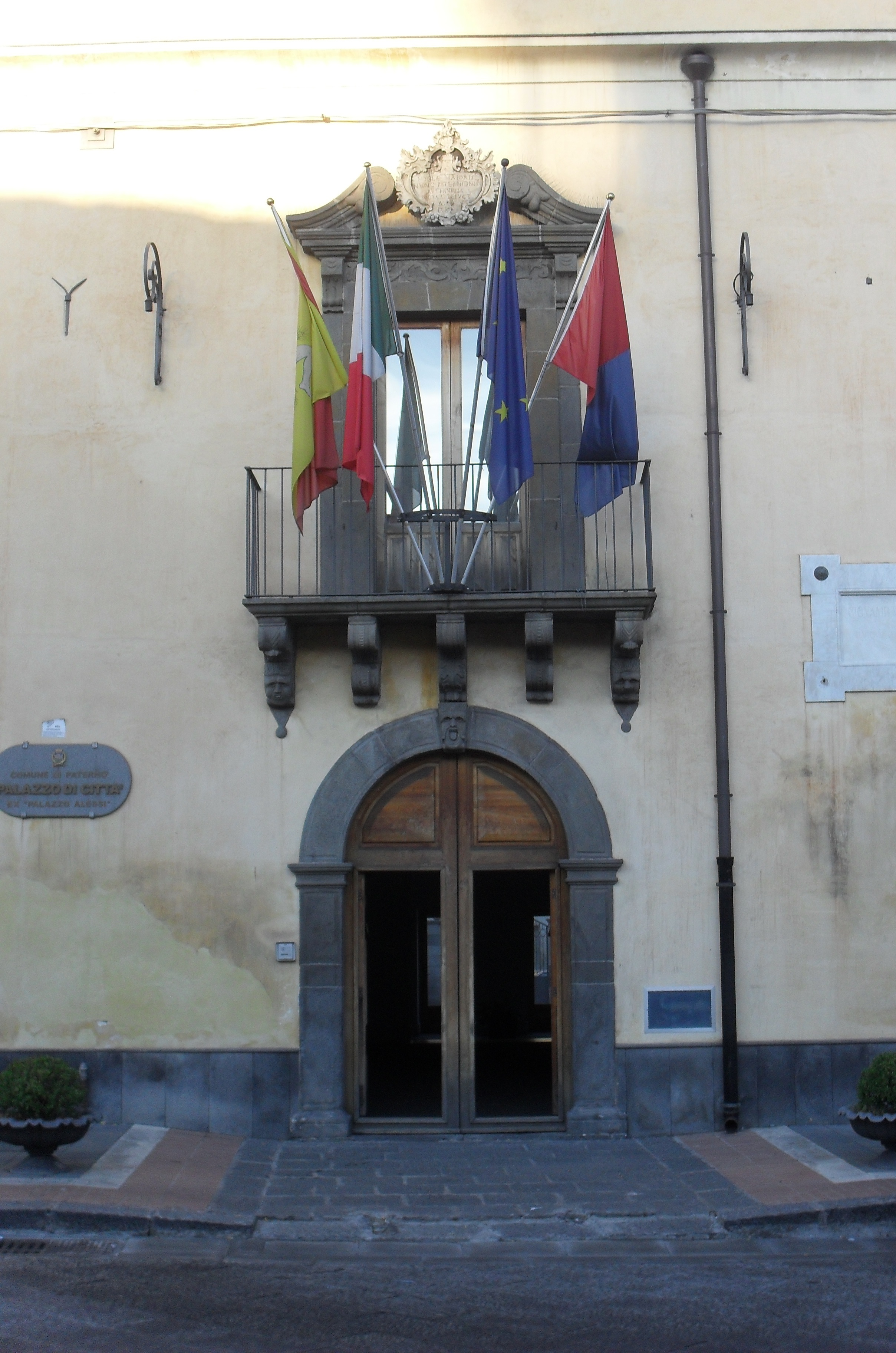
Ingresso e balcone principale del palazzo di Città, sede istituzionale del comune di Paternò

- Ex Palazzo Alessi (1787), meglio noto come Palazzo di Città in quanto sede del municipio, in passato dimora della famiglia Alessi;
- Ex Palazzo Ciancio (1618), tra i più antichi edifici nobileschi sorti nella parte bassa della città, nel rione San Francesco di Paola, appartenne alla nobile famiglia Ciancio;
- Palazzo Cutore (XIX secolo), dimora della nobile famiglia Cutore dei baroni di San Carlo;
- Palazzo Cutore-Recupero (XVIII secolo), dimora patrizia dei baroni Cutore Recupero;
- Palazzo Moncada (1627), palazzo appartenuto ad un ramo minore della famiglia Moncada, che godette di nobiltà in città;
- Portale Las Casas (XVI secolo), ubicato nel quartiere Falconieri, rappresenta ciò che rimane dell'antico e seicentesco Palazzo Las Casas, che fu residenza della nobile famiglia paternese di origine spagnola, andato in rovina;
- Villa Coniglio (XVIII secolo), villa appartenuta ai baroni Coniglio, dal 2005 di proprietà comunale e sede di un centro diurno per anziani.

### Architetture militari

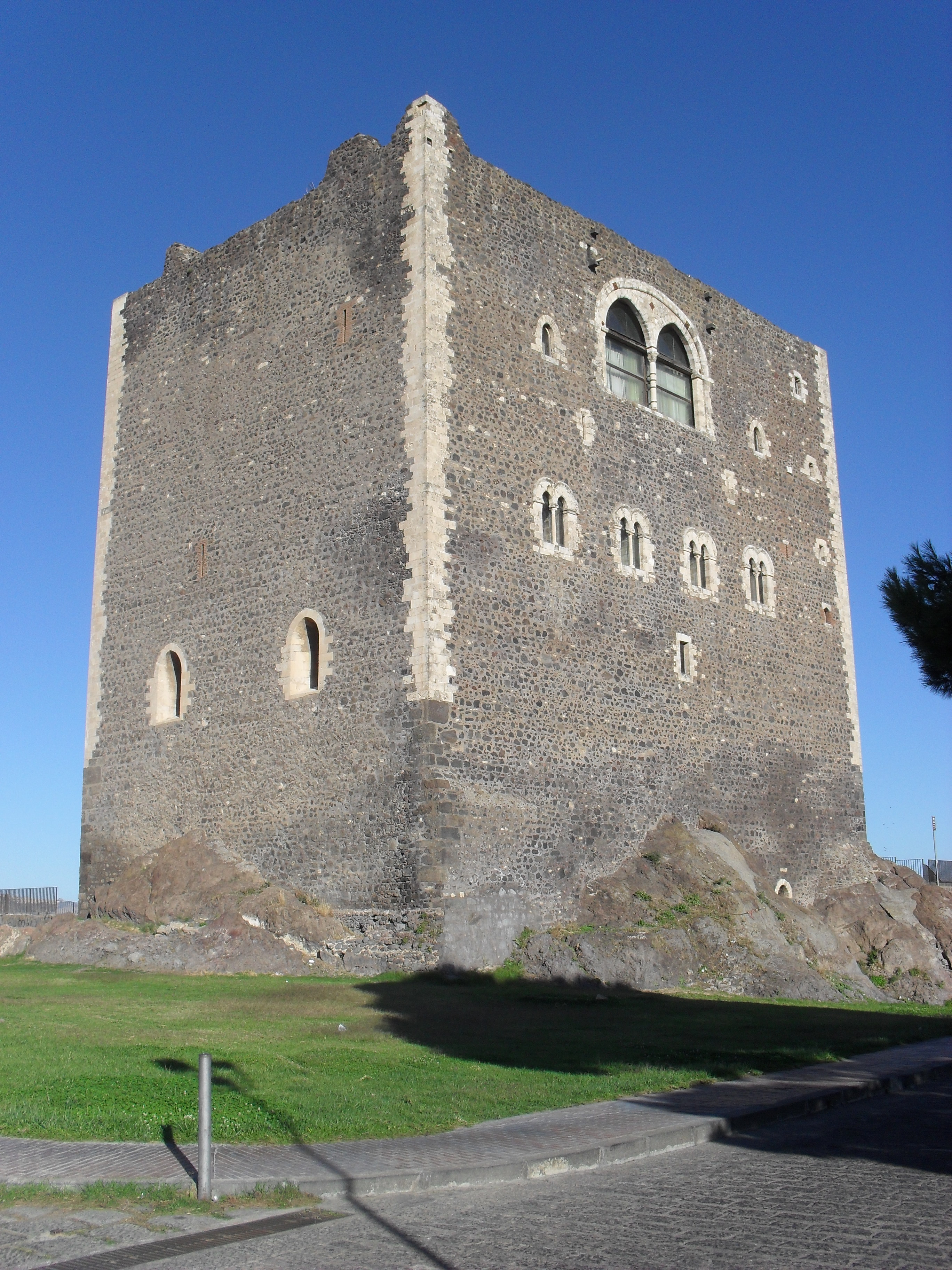
Il Castello normanno

- Castello normanno (1072), monumento simbolo della città siciliana, fatto erigere dal Gran Conte Ruggero. In forma parallelepipeda, è un donjon come quelli francesi ed inglesi fortificati nello stesso periodo.[88], e in seguito fu più volte rimaneggiato, in particolare nei primi anni del XIV secolo.
- Porte di Paternò, risalenti al periodo normanno, che all'origine furono nove, di cui se ne conservano tre: la porta del Borgo, la porta Lentini o del Pertuso e la porta della Ballottola.
- Torre dei Falconieri, costruita in età medievale, fu probabilmente un avamposto di guerra utilizzato dai falconieri, ai quali deve la sua denominazione. Dal XVII secolo funge da torre campanaria della chiesa della Madonna dell'Itria.

### Altro

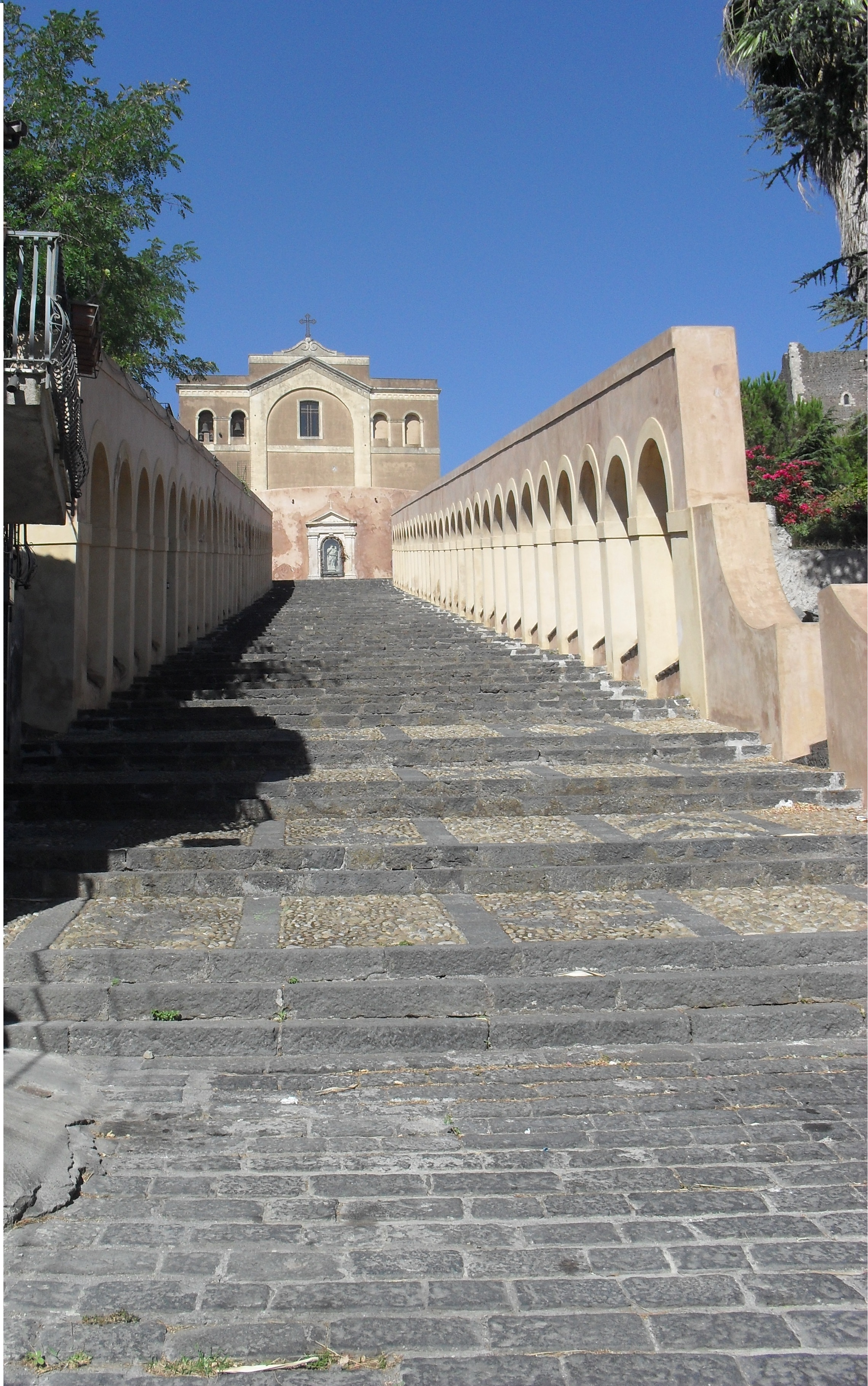
Scalinata della matrice, risalente alla fine del Settecento

- Antica abbazia di Santa Maria della Scala, di origine bizantino-ortodossa in contrada Giaconia.[89]
- Cimitero monumentale di Paternò, situato nell'estrema parte occidentale della Collina storica. Inaugurato nel 1887, ospita diverse tombe di alcuni paternesi illustri, e molte cappelle dalle particolari caratteristiche architettoniche.
- Ex Chiesa di San Biagio (XVII secolo), sorge in pieno centro storico, nelle vicinanze del Palazzo di Città. Fu intitolata al culto di Biagio di Sebaste fino alla prima metà del XX secolo;
- Ex Chiesa e convento di San Francesco sul Colle (1346), che all'interno conserva frammenti di affreschi e alcuni residui dell'apparato decorativo barocco;
- Fonte Maimonide, sito nel quartiere dell'Acquagrassa, ospita al suo interno l'omonima sorgente idrica. Sorto dopo il 1733, fu un bagno pubblico rimasto attivo fino agli anni sessanta del XX secolo.
- Giardino Moncada, considerato "il polmone verde" di Paternò essendo il più grande ed importante parco pubblico della città. Nota come a villa o a villa e' pàpiri, sorge nella parte orientale della città a ridosso del centro storico, e fu realizzato nella seconda metà del XX secolo su un terreno donato dal cavalier Carmelo Moncada, da cui prende il nome.
- Mulini di Paternò, che furono una serie di mulini ad acqua situati nelle campagne agricole. La loro presenza è attestata fin dall'epoca normanna, e oggi gran parte di queste strutture non esiste più: i pochi mulini rimasti sono in stato di abbandono o riutilizzati per altri scopi.
- Palazzo delle arti (1122), ex monastero benedettino e sede di ospedale (1866-1966), dal 2007 è sede di museo che ospita vari eventi, rassegne d'arte moderna e conferenze;
- Scalinata della matrice, realizzata verso il 1782. Ubicata nella parte mediana della Collina storica, collega il sagrato della Chiesa Madre con la porta del Borgo, antico ingresso principale della città.

### Siti archeologici
- Acquedotto romano di Catania, che fu la maggiore opera di convoglio idrico nella Sicilia romana. Attraversava il territorio compreso tra le fonti sorgive di Santa Maria di Licodia e l'area urbana catanese, percorrendo gli attuali territori comunali di Paternò, Belpasso e Misterbianco prima di giungere al capoluogo etneo;
- Ponte romano di Pietralunga, antico ponte costruito sotto i Romani in contrada Pietralunga, zona situata ad ovest fuori dal centro abitato, di cui rimangono alcune tracce abbastanza visibili.
- Poggio Cocola, conosciuto anche come Poira è un'area archeologica situata alla sommità delle colline a Sud del fiume Simeto.

### Aree naturali
- Oasi di Ponte Barca, situata in contrada Ponte Barca, che deve il suo nome alle rovine di un antico ponte su un tratto di Simeto. È un'area naturale protetta riconosciuta come sito di interesse comunitario, popolato da numerose specie di uccelli.
- Salinelle di Paternò, che sono un'area geologico-naturalistica situata all'interno del territorio di Paternò, veri e propri vulcani di fango.
- Tratto di Pietralunga del Fiume Simeto, un sito naturalistico di interesse comunitario nei pressi del Simeto, che comprende un territorio di 675,00 ettari ricandente nei comuni di Biancavilla, Paternò e Centuripe.

## Società

### Evoluzione demografica
| Evoluzione demografica di Paternò nel periodo anteriore al 1861 |        |
| 1500                                                            | 4.000  |
| 1570                                                            | 5.503  |
| 1583                                                            | 6.415  |
| 1595                                                            | 5.616  |
| 1600                                                            | 5.050  |
| 1650                                                            | 4.011  |
| 1713                                                            | 6.341  |
| 1760                                                            | 9.209  |
| 1798                                                            | 9.808  |
| 1831                                                            | 13.540 |
| 1852                                                            | 13.733 |

Abitanti censiti

Paternò è il quarto dei 58 comuni della città metropolitana di Catania per numero di abitanti. La sua popolazione ha registrato un incremento costante a partire dal censimento del 1931, proseguito nei decenni successivi fino a raggiungere il suo massimo storico nel 2009, in cui contava 49.604 abitanti. Negli anni successivi, nel comune etneo si è verificata una forte contrazione del numero di abitanti, che al 31 dicembre 2018 risulta essere di 47.600 unità, perdendo anche la terza posizione a livello provinciale in favore di Misterbianco, la cui popolazione nello stesso periodo ha superato le 50.000 unità.
Questo censimento non tiene conto( ovviamente per motivi territoriali) dei numerosissimi paternesi che vivono nella zona a cavallo tra la contrada Palazzolo e il quartiere cosiddetto "Amico Fritz" dal nome di uno storico locale presente, in quanto ubicato in territorio del comune di Belpasso seppure quasi a ridosso del centro urbano di Paternò e abitato esclusivamente da paternesi.
A questi se ne aggiungono molti altri residenti nel comune di Ragalna,fino al 1985 frazione di Paternò, spesso nelle case nate per la villeggiatura estiva poi diventate residenze,o in altri casi abitazioni nate specificamente per trasferirsi in una zona più tranquilla senza allontanarsi eccessivamente da Paternò. 
Al 31 dicembre 2018, a Paternò il numero dei nati risultava essere di 465 unità (9,7‰), quello dei decessi di 441 unità (9,2‰), da cui si ottiene un saldo naturale positivo di 24 unità (+ 0,5‰). Negativi invece risultano i valori del saldo migratorio che si registrano annualmente dal 2009, e più accentuati negli anni successivi (- 251 unità nel 2018).
La crescita demografica a Paternò, verificatasi nel XX secolo, risulta attenuata dai valori negativi del saldo migratorio che si sono registrati in modo particolare nel secondo dopoguerra. I flussi migratori in uscita che hanno interessato la popolazione paternese hanno registrato una maggiore intensità nel periodo del boom economico, diretti verso il Nord Italia, la Repubblica Federale Tedesca e il Belgio, nonché verso altri comuni del retroterra catanese, compreso il capoluogo. Diversamente, la popolazione di Paternò non è stata particolarmente interessata dal fenomeno dell'emigrazione nel periodo antecedente alle due guerre mondiali, a differenza di come avveniva nelle altre zone della Sicilia.

### Etnie e minoranze straniere
La popolazione con cittadinanza straniera residente a Paternò, al 1º gennaio 2019 risulta essere di 1.048 unità, pari al 2,1% sul totale degli abitanti. Il 58,9% degli stranieri regolarmente residenti proviene dalla Romania, e a seguire altre comunità più consistenti sono quelle provenienti da Marocco, Tunisia, Albania e Mauritius.

### Lingue e dialetti
Il subdialetto paternese (paturnisi) appartiene al gruppo dei dialetti catanesi privi di metafonesi, ma ha delle sue particolarità. Rispetto all'idioma parlato a Catania e nei comuni limitrofi, il paternese differisce per la pronunzia larga, sfregata e una cadenza lenta.
Le differenziazioni a livello lessicale e fonetico, sono probabilmente dovute ad influssi ereditati dall'antico dialetto gallo-italico parlato dai coloni settentrionali - detti «lombardi» - giunti in massa a Paternò e negli altri feudi, dal Monferrato e dalla Liguria in epoca normanna sotto la signoria di Enrico del Vasto, il cui idioma regredì successivamente dopo la diffusione della lingua siciliana, alla quale si commistionò.
Nel gergo popolare la parlata paternese è definita allarunchiata, termine dialettale che deriva da larunchia, ovvero rana in lingua siciliana, poiché l'anfibio è uno degli emblemi della città, che essendo situata vicino ad un fiume (Simeto ndr), vi sono nutrite colonie di questo animale.

### Religione
L'esistenza dell'antico villaggio di Hybla nello stesso sito in cui sorge la città di Paternò, attribuita da numerosi storici, ne suggerisce le origini pagane, come testimonia il nome dato in onore a Ibla, la dea sicula della procreazione. Il Cristianesimo a Paternò cominciò a diffondersi, secondo la tradizione, per opera dei monaci taumaturgi Filippo di Agira, Calogero di Calcedonia, Onofrio anacoreta e Archileone, che espulsero i demoni dalle rupi della collina di Aitna. Gli spiriti malvagi o demoni furono fatti uscire da Filippo.
Ai tempi della dominazione saracena, Paternò fu una delle città meno islamizzate della Sicilia: la componente maggioritaria era costituita dai cristiani, sia cattolici che ortodossi, ai quali si affiancavano minoranze di musulmani ed ebrei, la cui consistenza numerica - di per sé insignificante - andò progressivamente a ridursi a partire dall'epoca normanna fino a scomparire definitivamente nei secoli successivi. Ogni gruppo religioso viveva in un proprio quartiere o zona, dove sorgevano i luoghi di culto di riferimento.
La religione più diffusa tra la sua popolazione è il Cattolicesimo: la cittadina etnea, che fa parte dell'Arcidiocesi di Catania è sede del XII Vicariato, ed ha come patroni i santi cattolici Vincenzo di Saragozza e Barbara di Nicomedia. Il primo culto fu introdotto dai Moncada nel XV secolo dopo aver assunto il dominio feudale su Paternò, il secondo nel 1576 su proclamazione popolare come segno di riconoscenza nei confronti della Santa, a cui la tradizione attribuisce la fine dell'epidemia di peste per sua intercessione.

### Tradizioni e folclore

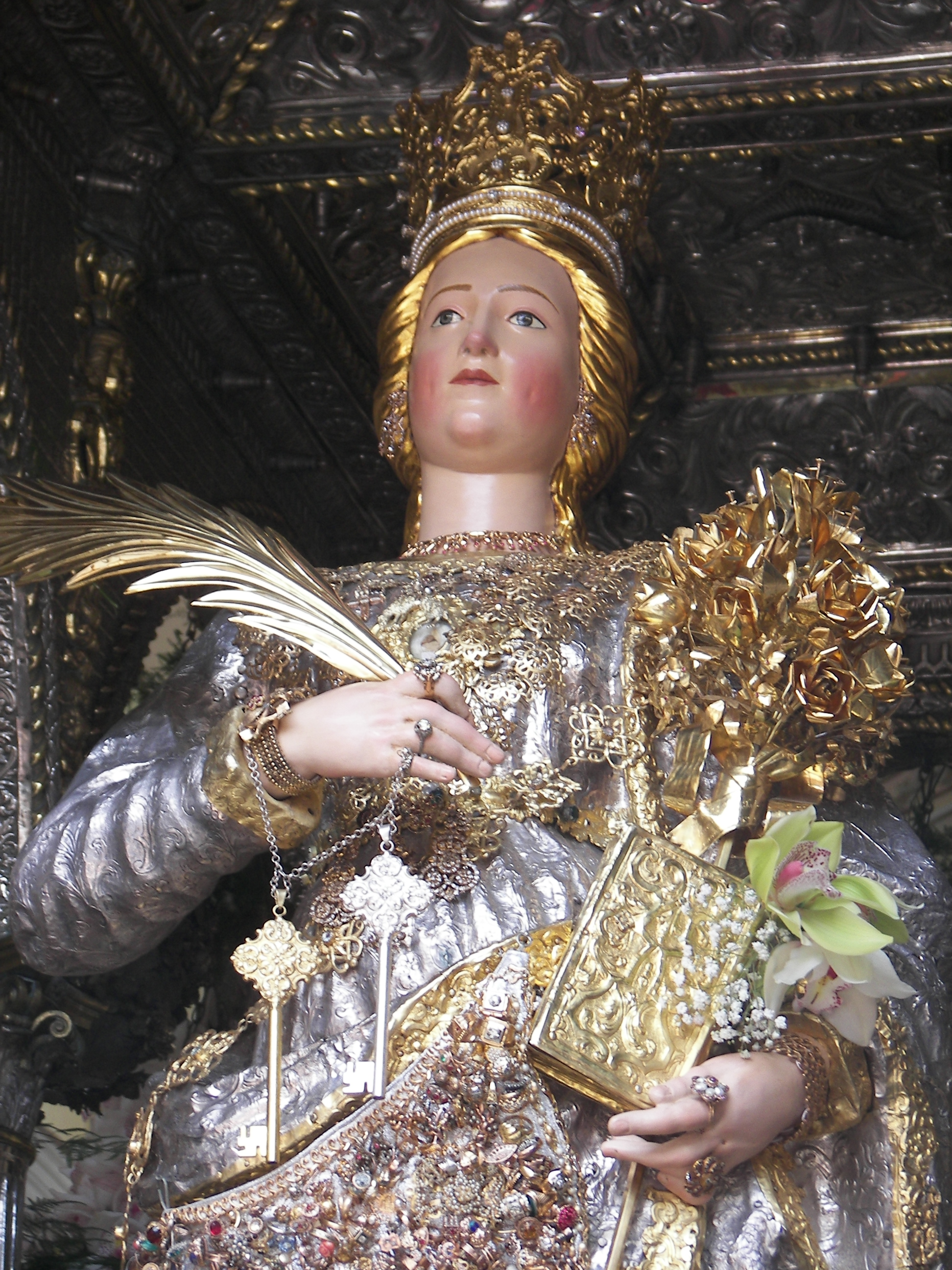
Simulacro argenteo di Santa Barbara, patrona della città

Le manifestazioni popolari più importanti che si svolgono a Paternò hanno carattere religioso, con una tradizione lunga di molti secoli.
La più importante di queste manifestazioni è la processione in onore della patrona Santa Barbara, la cui ricorrenza cade annualmente il 4 dicembre, e le festività si svolgono per una settimana. Caratteristica della festa è rappresentata dai cerei - in paternese varette - che precedono il fercolo durante le tre processioni, e che sfilano anche nei giorni antecedenti. Le festività per la Santa vergine di Nicomedia si svolgono anche nei il 27 maggio e il 27 luglio, conosciute rispettivamente come Santa Barbara delle rose e Santa Barbara di mezza estate; durante le festività di luglio viene ricordata la traslazione delle reliquie della Santa, in quella detta "delle rose", viene commemorato un evento accaduto il 27 maggio 1780, nei pressi di Ragalna, in cui venne portato il busto reliquiario della Santa dinanzi al fronte lavico, che miracolosamente si arrestò.
Dopo le festività in onore di Santa Barbara, altra processione religiosa molto sentita dai cittadini paternesi è quella in onore alla Madonna della Consolazione, che annualmente si svolge il sabato che precede l'ultima domenica di maggio, poiché secondo la tradizione, l'ultimo sabato di maggio del 1580 la Madonna apparve ad una pastorella chiedendo che venisse costruita una cappella e promettendo di proteggere la città. Altre manifestazioni religiose che si svolgono ogni anno a Paternò, e vedono una forte partecipazione da parte della popolazione sono: la processione del Cristo Morto e della Madonna Addolorata in occasione del Venerdì Santo; la processione del Cristo Risorto la domenica di Pasqua; la processione della Madonna Assunta il 15 agosto; la processione della Madonna Bambina l'8 settembre.
Per il compatrono della città, San Vincenzo martire, il 22 gennaio di ogni anno si svolge una celebrazione eucaristica all'interno della Chiesa Matrice. Fino alla vigilia della seconda guerra mondiale, si svolgeva la processione per le vie cittadine in onore al diacono di Saragozza.

### Istituzioni, enti e associazioni
Il comune è sede dell'omonimo Distretto sanitario, che comprende anche i comuni di Belpasso e Ragalna, e vi sorge l'Ospedale Santissimo Salvatore, che ha origini antichissime ed è ospitato in un complesso inaugurato nel 1966, sito nel quartiere periferico nordoccidentale dell'Acquagrassa.

### Qualità della vita
Paternò presenta notevoli problemi relativamente alla qualità della vita, caratterizzata in linea generale da livelli precari e come una delle peggiori nel contesto dell'ex provincia di Catania. La città è afflitta da gravi problemi di degrado sociale e di sicurezza: registrano una preoccupante frequenza gli episodi di criminalità - sia individuale che organizzata - di vandalizzazione ai danni del patrimonio pubblico e privato, e dello spaccio e consumo di stupefacenti.
Un rapporto della Direzione nazionale antimafia e antiterrorismo del 2015, indica la zona comprendente Paternò, Adrano e Biancavilla, come il Triangolo della morte. Tra il 1978 e il 1986, nell'area furono commessi oltre 50 omicidi, maturati nell'ambito della faida tra le cosche rivali del comprensorio. La medesima relazione specifica che nelle cosche dei tre comuni del Triangolo della morte, permane una "situazione di forte fibrillazione".
Destano preoccupazione i dati relativi ai livelli di disoccupazione, che al 2011 presentavano un tasso generale del 26,9%, e di quella giovanile un tasso più elevato con il 51,3%. Bassa è la quota di cittadini residenti che quotidianamente si spostano fuori dal comune per ragioni di lavoro o di studio, che si attesta al 12,3% nel 2011. Elevato il suo indice di vulnerabilità sociale e materiale (102.4 nel 2011), come pure il tasso di proprietà immobiliare (67,5% nel 2011).

## Cultura

### Istruzione

#### Archivi e biblioteche
L'Archivio Storico Comunale di Paternò ha sede nel palazzo municipale in via Parco del Sole, nel quartiere Ardizzone. In esso sono conservati tutti i documenti storici del Comune di Paternò (1562-1995), della Congregazione di carità di Paternò (1886-1940), dell'Ente comunale di assistenza (1937-1970), delle Opere pie di Paternò (1825-1948), gli atti dello Stato civile del Comune di Paternò (1820-2006), e il registro delle sentenze dell'Ufficio di conciliazione di Paternò (1845).
La biblioteca comunale, intitolata all'illustre geografo paternese Giovanni Battista Nicolosi (1610-1670), è stata istituita nel 1926, su iniziativa e interessamento dei professor Giuseppe Musarra del Regio ginnasio Rapisardi di Paternò, con una discreta raccolta di volumi donati al Comune nel 1835 dal dottor Antonino Mazzamuto e con altri volumi abbandonati nell'antico convento francescano sulla collina. Dapprima ubicata a Palazzo Alessi, dal 1951 ha sede nei locali dell'ex Monastero della Santissima Annunziata. Consta di un patrimonio librario di oltre 35.000 volumi, e molto vasta, si sviluppa su due piani, ed è dotata di sale lettura, sale multimediali e grandi saloni per conferenze. La parte inferiore da cui si accede da piazza della Concordia, è molto antica ed è stata restaurata riportando le fabbriche agli antichi splendori.

#### Scuole
Nel territorio di Paternò sono presenti 11 scuole dell'infanzia, 14 scuole di istruzione di primaria, 3 istituti comprensivi, 6 scuole di istruzione secondaria di primo grado, e 3 scuole di istruzione secondaria di secondo grado (liceo classico "Mario Rapisardi", liceo linguistico, liceo scientifico "Enrico Fermi", istituto d'istruzione superiore, istituto tecnico commerciale, istituto professionale per l'agricoltura e l'ambiente ).

#### Musei
A Paternò hanno sede tre musei:
Galleria d'Arte Moderna

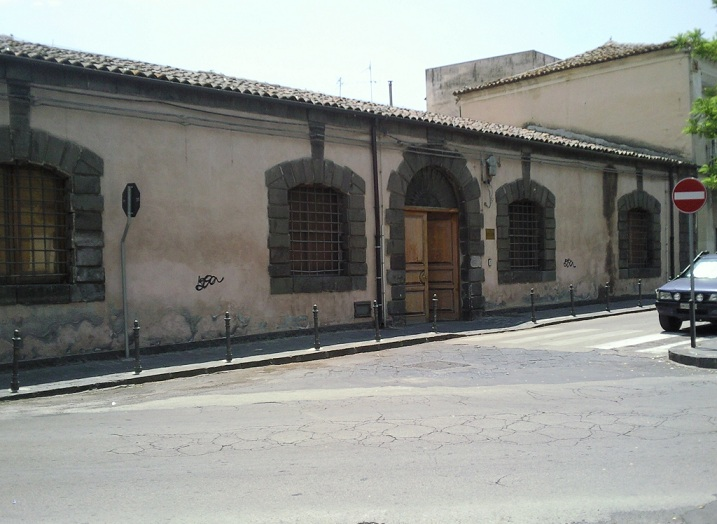
Ex carcere borbonico di Paternò, oggi sede della sezione archeologica del museo Gaetano Savasta

La Galleria d'Arte Moderna di Paternò è stata inaugurata nel 1982 in occasione di una mostra sulle sculture dell'artista Giuseppe Mazzullo. Dapprima ubicata al palazzo municipale dell'Ardizzone, è stata attiva fino al 1992, per poi venir riaperta nel 2002 nei locali dell'ex Piccolo Teatro alla loggetta delle Benedettine. La collezione permanente della GAM di Paternò è formata da donazioni di artisti che nel passato hanno esposto a Paternò. Sono presenti opere di numerosi autori tra cui Mario Sironi, Fausto Pirandello, Piero Guccione, Remo Brindisi, Sergio Vacchi, Achille Pace, Nicola Maria Martino, Enzo Indaco. Dal 2015, la sede della GAM è collocata nei locali dell'ex pretura.
Museo Gaetano Savasta
Il museo civico, inaugurato nel 2007 e intitolato al presbitero e storico paternese Gaetano Savasta (1865-1922), comprende due sezioni: quella archeologica, presso l'ex carcere borbonico, e quella etnoantropologica (Museo della Civiltà Contadina), presso l'ex macello comunale.
Casa Museo del Cantastorie
La Casa Museo del Cantastorie, inaugurata nel 2014 ed ospitata nei locali dell'ex Piccolo Teatro alla loggetta delle Benedettine, è un'esposizione permanente dedicata alla tradizione dei cantastorie, che a Paternò ebbe molti esponenti, tra cui Ciccio Busacca, Luciano Palmeri, Ciccio Rinzino e Vito Santangelo. Il materiale conservato ed esposto nel museo (gli antichi cartelloni, materiali audio e video), è frutto del lavoro di ricerca e di animazione culturale dell'attore Giovanni Calcagno e di un gruppo di artisti tra cui Eleonora Bordonaro, Dino Costa, Alessandro Nicolosi, Salvatore Ragusa, con lo scopo di raccogliere ed esporre tutto il materiale che parla e racconta dei Cantastorie di Paternò.

### Media

#### Stampa
A Paternò viene pubblicata la rivista periodica quindicinale dal titolo Gazzetta Rossazzurra (fino al 2015 La Gazzetta Rossazzurra di Sicilia), attiva dal 1999 e fondata dal dott. Vincenzo Anicito, che si occupa di attualità, politica, cultura, turismo e sport, relativamente alla città e ad altri comuni del suo comprensorio. La testata è presente anche nella versione online con il suo sito www.gazzettarossazzurra.it . Fino a dicembre 2019 è andato in stampa Freedom24, testata fondata nel 2011 dal giornalista Andrea Di Bella, che ha poi proseguito le pubblicazioni online al sito internet www.freedom24news.eu (attivo dal 2013) e sui relativi canali social dedicati (attivi dal 2009). Il giornalista Di Bella ha anche fondato nel 2024 l’iniziativa d’Informazione locale Paternò Domani sul social network Facebook. Ma sono stati tanti i giornali editi in città, che si sono poi persi. Da citare tra questi Zona Franca, uscito fino al 2021, Net Magazine e L'indipendente usciti fino al 2012.
Dal 1984 al 2014, veniva pubblicata la rivista mensile in formato berlinese dal titolo La Gazzetta dell'Etna, fondata e diretta dal giornalista e scrittore Angelino Cunsolo (1928-2019) - già corrispondente paternese del quotidiano La Sicilia - che si occupava di attualità e di cultura riguardanti l'area etnea. Ma tante negli anni sono state le riviste del territorio come il Giornale dell'Etna del prof. Salvo Benfatto o la Tribuna Etnea del prof. Enzo Castorina.
Nel 2021 viene pubblicato da Algra Editore il libro "Paternò Arcana. I racconti." scritto da Giorgio Ciancitto e Mario Cunsolo sulle leggende del territorio paternese.

#### Radio
A Paternò operano due emittenti radiofoniche, Radio Touring (attiva dal 1980), e Radio City, il cui segnale è diffuso in tutta la provincia.

#### Televisione
A Paternò operano tre emittenti televisive, una generalista, Ciak Telesud, attiva dal 1985, e due musicali, Touring TV e City TV (attiva dal 2017).

### Teatro
Nel periodo compreso tra la seconda metà del XIX secolo e i primi decenni del XX secolo, a Paternò si svolgeva un'intensa attività teatrale grazie alla presenza in città di compagnie d'arte drammatica.
Di queste, le più note erano quelle di Alessandro Librizzi, detto Don Liscianniru (1871-1945), quella di Barbaro Lo Giudice (padre del tenore Franco Lo Giudice), e quella del cavaliere Alfio Bottino (1910-1990). L'impresa del Librizzi in particolare, oltre che nell'arte drammatica, era specializzata nell'Opera dei Pupi, che a Paternò fu introdotta nel 1888 dal suocero, il catanese Carmelo Crimi. Lo stesso Librizzi, nel 1907 aveva fondato la prima sala cinematografica di Paternò, a cui fece seguito quella fondata da Lo Giudice, il Cinema Santa Barbara, attivo fino al 1985; Giuseppe Librizzi Crimi, nel 1931 fondò il Cine-Teatro Excelsior, e proseguì l'attività del padre Alessandro fino al 1940. L'Excelsior è la più grande sala cinematografica privata di Paternò e dotata di 600 posti, che, chiusa nel 2013, è stata riaperta nel 2017 per iniziativa dell'associazione Il Cenacolo, allora presieduta da Nino Lombardo, ed è destinata alle associazioni culturali e alle scuole.
In passato, a Paternò fu presente un teatro comunale (che sorgeva nell'attuale via Teatro), inaugurato nel 1704 e fatto costruire su personale iniziativa del marchese Alessandro Clarenza. Costui donò il teatro alla Chiesa di Santa Barbara nel 1734, prima di passare sotto la proprietà del comune nel 1755. Il teatro comunale fu abbattuto nel 1957 per realizzarvi la costruzione dell'ufficio postale. Era il più importante della provincia etnea dopo il Teatro Massimo di Catania, ed oltre alle compagnie locali vi svolsero spettacoli anche compagnie di rilievo nazionale e internazionale, come quelle di Achille Majeroni, Ermete Zacconi, di Giovanni Grasso, di Angelo Musco e Rosina Anselmi.

### Cinema
Paternò è stata scelta come esterno per alcuni film:
- Cavalleria rusticana (1939) di Amleto Palermi
- I fidanzati (1963) di Ermanno Olmi
- Arriva la bufera (1992) di Daniele Luchetti
- La piovra 7 (1995) miniserie televisiva diretta da Luigi Perelli (settima stagione della Piovra)
- Vipera (2001) di Sergio Citti
- La matassa (2009) di Ficarra e Picone e Giambattista Avellino
- Cùntami (2021) di Giovanna Taviani - documentario

### Musica
Paternò è stata inoltre scelta come set per alcuni video musicali, tra i quali:
- Il fuoco in una stanza (2018) del gruppo The Zen Circus
- Vinavil (2018) di Giorgio Poi
- Tu no (2024) di Irama

### Cucina
La cucina paternese è pressoché identica a quella tipica dell'area etnea, ma ha delle peculiarità per ciò che riguarda la tradizione dolciaria.
Tipico dolce natalizio è la luna, a forma di mezzaluna ripiena di fichi secchi, miele, arance, mandarini e limoni canditi, pinoli, noci, mandorle, uva passa e cannella. In occasione della Pasqua, la specialità dolciaria è rappresentata dal ciciliu, uova di gallina ornate con figure di pasta.
Altra peculiarità prettamente paternese sono le cassatelle che differiscono da quelle diffuse in tutta l'isola (fagottini al ripieno di ricotta) essendo formate da 2 biscotti farciti di crema e nella parte superiore glassati con una tipica decorazione (il più delle volte una chiave di violino).
Dal punto di vista gastronomico, il piatto tradizionale paternese è la rana, ed è diffuso anche il consumo dell'anguilla.

### Eventi
A Paternò uno degli eventi più importanti è il carnevale, uno dei più antichi della Sicilia, e il più antico della provincia di Catania dopo quello di Acireale. Il Carnevale di Paternò ha origini molto antiche e la sua istituzione fu ufficializzata nel 1868. Sospeso durante le due guerre mondiali, si svolse ininterrottamente dal 1950 al 1972, e si caratterizza per i balli in piazza e la sfilata dei carri allegorici infiorati, il cui percorso parte dalla Villa Moncada, tocca le principali vie cittadine e si conclude in piazza Indipendenza. Dal 1987, si svolge annualmente nel mese di febbraio, ma nelle edizioni più antiche la manifestazione prendeva avvio subito dopo l'Epifania.
Altro evento di particolare rilevanza a Paternò è la Fiera di Settembre, che si svolge annualmente nelle prime due settimane del mese di settembre all'interno del Giardino Moncada. La manifestazione, la cui prima edizione risale al 1976, era stata interrotta con l'edizione del 1991, ed è ripresa nel 2003. Si svolge attraverso l'allestimento degli stand espositivi negli spazi interni della villa comunale, ed è dedicata all'agricoltura, all'artigianato locale, al commercio, ai prodotti tipici ed enogastronomici, e comprende anche gli spettacoli.
Paternò è nota anche per la Roccanormanna, manifestazione internazionale di musica, arte, cultura e spettacolo, che si svolgeva al largo Belvedere nei pressi del Castello normanno. La rassegna, la cui prima edizione risale al 1978, negli anni successivi si è svolta in maniera discontinua, e l'ultima risale al 2014.

## Geografia antropica

### Urbanistica
L'attuale centro storico di Paternò si sviluppò verso la seconda metà del XVI secolo, quando vi si insediarono gli abitanti provenienti dalla Collina Storica, e l'abitato fu oggetto di numerosi interventi edilizi a partire dal secolo successivo.
La pianta urbanistica della città presenta delle particolari sequenze a "croce" di strade e di piazze. Si parte dalla via Vittorio Emanuele - detta "strada dritta" per via della sua struttura lineare - costruita agli inizi del XIX secolo con il nome di via Ferdinandea, che attraversa gran parte del centro, tocca la piazza Regina Margherita - detta i "Quattro Canti" e molto simile a quelli di Palermo - e la piazza Indipendenza, per poi concludersi davanti al prospetto della chiesa del Monastero.
Accanto al "salotto" classico dell'antica e suggestiva via Vittorio Emanuele ricca di dimore patrizie si affiancò, a partire dal secondo dopoguerra, la via Emanuele Bellia (più larga della "strada dritta").In questa via più moderna e funzionale si affacciano grandi ed alti palazzi, negozi lussuosi ed attività commerciali di vario genere, è interrotta dalla grande piazza della Regione su cui prospettano gli edifici del primo circolo didattico, caserma dei carabinieri e pretura. Al centro incorniciata da spazi verdi è ubicata una fontana artistica con grandi pannelli a mosaico recanti scene di vita paternese.
Nel 1976, furono avviati i lavori per la realizzazione del quartiere "satellite" in contrada Ardizzone. Paternò subì quindi nuove spinte centrifughe che la portarono ad una successiva espansione verso il fronte orientale a partire dal corso Italia e dal corso del Popolo che videro il fiorire di nuove palazzine e ampliamenti delle strade con l'aggiunta di viali alberati e giardini, nonché la presenza dell'attuale sede del Municipio (un moderno palazzo di 10 piani edificato nel 1980).
L'abitato di Paternò è a tutt'oggi in fase di espansione: verso la parte sud della città è prevista infatti l'urbanizzazione del quartiere Scala Vecchia-Palazzolo, il cui progetto comprende la realizzazione di un parco, di alloggi popolari e di nuove strade.

### Quartieri
A Paternò non esiste una suddivisione amministrativa del territorio in quartieri, ma storico. Ad eccezione fatta per l'Ardizzone e Scala Vecchia-Palazzolo, i rioni paternesi sono tutti situati all'interno o a ridosso del centro storico. I quartieri più antichi di Paternò traggono la loro origine dall'antichità e dalla presenza di un edificio religioso, ed essi sono:
Acquagrassa, Ardizzone, Balatelle, Cappuccini, Circumvallazione, Coniglio, Consolazione, Falconieri, Gancia, Montecenere, Piano Cesarea, Pioppi, Purgatorio, Quattro Canti, Salinelle, San Biagio, San Francesco di Paola, San Gaetano, San Giovanni (o delle Palme), San Michele, Sant'Antonio, Santa Barbara, Santa Caterina, Santissimo Salvatore, Scala Vecchia-Palazzolo, Via Sardegna, Via Verga, Villetta, Zona Mazzini.

### Contrade
Nel territorio comunale di Paternò si trovano numerose contrade, che sono per gran parte zone disabitate, ma con molti terreni agricoli. La toponomastica delle contrade paternesi deve la propria origine al cognome di un feudatario o per ragioni puramente storiche:
Acqua Rossa, Archimandrita, Ardizzonella, Baè, Barriera, Bellacortina, Buffa, Cafaro, Campisi, Canfarella, Cannicciola, Capannoni, Capitano, Cappellano, Cappuccini Vecchi, Carrubba, Casulle, Cavallara, Cesarea, Chiapparia, Chiusa Oria, Ciappe Bianche, Ciaramito, Cisterna, Civita, Civiti, Condotti, Coscia del Ponte, Costantina, Costantinella, Cotoniera, Currone, Cutura, Damuso, Feudo Stella, Fondaco della Fata, Fondaco Petulenti, Fontana Paradiso, Fossa della Creta, Fragione, Gammarella, Gerbini, Gerbini Soprano, Gerbini Sottano, Giacobbe, Giaconia, Gianferrante, Giosafatta, Iazzo, Jaconianni, Jungo, Lago, Leone, Magazzinazzo, Malcocinato, Malvezzaro, Mellicucco, Mendola, Monafria, Moncichene, Navarra, Nicolò, Ospedaletto, Palazzolo, Pantafurna, Pantano, Patellina, Pericello, Pero, Pescheria, Petulenti, Piano Lago, Picone, Pietralunga, Pispisa, Pizzo Scalilla, Poggio del Monaco, Poggio Rosso, Poira, Porrazzo, Portere Stella, Portiere Stella, Prefalaci, Priolo, Puzzillo, Raisa, Regalizie, Renazzi, Rescaporto, Revogadro, Revogadro Grande, Revogadro Piccolo, Rocce Acitano, Romito, Rotondella del Fiume, Tanazzo, Tanazzo Soprano, Tanazzo Sottano, Trappetazzo, Tre Fontane, Valle Soprana, Volta dei Cerchi, Zappulla.

### Frazioni
Sferro è l'unica frazione di Paternò. Borgo agricolo fondato in epoca fascista, è situato nella parte sudoccidentale del territorio paternese, dista circa 11,6 km dal centro cittadino, ed ha una popolazione di 67 unità.

## Economia
Paternò è da sempre uno dei maggiori centri agricoli della provincia di Catania: in passato l'agricoltura ha costituito il settore primario nell'economia paternese. Tuttavia però, con la terziarizzazione dell'economia verificatasi degli ultimi decenni, il primo settore è rappresentato dalle imprese attive nel commercio (39,8%), seguite da quelle attive nell'agricoltura (18,6%), nell'edilizia (16,2%), nel settore manifatturiero (8,6%), e il resto da servizi, trasporti, ecc. (16,8%).

### Agricoltura
L'agricoltura costituisce tradizionalmente il più importante settore produttivo dell'economia di Paternò. Principale attività è la produzione, trasformazione e commercializzazione di prodotti agricoli, in particolare gli agrumi, la cui esportazione si rivolge sia al mercato nazionale che estero. Nello specifico il settore primario produce e commercializza l'arancia rossa, conosciuta ed esportata in tutto il mondo: Paternò fa parte della zona di produzione dell'Arancia Rossa di Sicilia IGP. Il territorio risulta fortemente coltivato, data l'elevata fertilità dei suoli, ed oltre alla produzione agrumaria vi sono quelle secondarie dei cereali, dell'uva, delle olive e degli ortaggi.
In passato molto diffuse erano anche altri tipi di colture. Fino al XVI secolo, Paternò fu, assieme a Catania ed Acireale, uno dei maggiori centri della provincia per la coltivazione del baco da seta, ed assieme ad Adrano, il maggiore centro nella coltivazione del cotone. Non meno rilevanti erano le coltivazioni dei legumi e delle mandorle, a cui si aggiungeva anche una significativa produzione vinicola.
Tra gli operatori attivi nel settore, degna di menzione è la storica azienda La Costantina, che fino agli anni settanta-ottanta nel XX secolo era la più grande azienda agrumicola del mondo.
Di rilevanza è anche l'allevamento, che riguarda bovini, caprini ed equini.

### Artigianato
A Paternò l'artigianato ha una tradizione secolare ed è ancora fiorente. Esso prevede dei settori come la lavorazione dell'argilla, della pietra lavica, del ferro battuto e del legno.

### Industria
L'attività manifatturiera a Paternò è poco sviluppata, e riguarda piccole imprese attive nei settori conserviero, degli imballaggi e della pastificazione.

### Servizi
A Paternò molto sviluppato è il settore terziario, che riveste un ruolo importante nell'economia cittadina, per la massiccia presenza di attività commerciali, soprattutto nel centro. In particolare, le attività legate al commercio al dettaglio rappresentano circa il 40% delle unità operative.
Considerevole è anche l'attività del commercio mercatale, che rappresenta il 7% delle unità operative, grazie al mercato che si svolge per tre giorni alla settimana (lunedì, giovedì, sabato) in contrada Fonte Maimonide. Conosciuto dai paternesi come a fera o' jovi, ovvero "la fiera del giovedì", storicamente l'attività del mercatino era concentrata in piazza Vittorio Veneto, ed è stato trasferito nell'attuale sito nel 1982.
Nel 2005 è stato inaugurato il centro commerciale Etnapolis.
In passato Paternò fu un significativo centro finanziario, in quanto sede di quattro istituti di credito: il primo di essi fu la Banca Popolare di Paternò fondata nel 1886. Gli altri storici istituti bancari furono la Banca Commerciale di Credito Vittorio Emanuele, la Cassa Agricola G.B. Nicolosi e la Cassa di Credito «La Combattente».

### Turismo
Nonostante la significativa presenza di beni monumentali e di interessanti siti naturalistici, il turismo a Paternò è un settore che non è mai decollato. Al 2014, l'offerta di strutture ricettive nel territorio di Paternò, è costituita da appena 6 esercizi extralberghieri.

## Infrastrutture e trasporti

### Strade
I principali assi viari extraurbani che attraversano il territorio comunale di Paternò sono:
- Strada statale 121 Catanese: collega al capoluogo catanese. Ammodernata a due corsie separate negli anni ottanta, è ormai del tutto insufficiente al volume di traffico giornaliero;
- Strada statale 284 Occidentale Etnea: collega con Randazzo[168];
- Strada statale 575 di Troina: collega con Troina e gli altri centri dell'Ennese da località Ponte Maccarrone[169].

Paternò è inoltre servita dalle seguenti strade provinciali:
- SP 4/II: S. Maria di Licodia – Belpasso - Nicolosi;
- SP 15: Valcorrente – Agnelleria – Ponte Barca;
- SP 24: Ponte Barca – Gerbini;
- SP 56/II: Patellina – Belpasso;
- SP 57: Paternò – Ragalna;
- SP 58: Paternò – Tre Fontane;
- SP 77: Tre Fontane – Agnelleria – Barca dei Monaci (Giarretta);
- SP 102/I: Lago – Sferro;
- SP 102/II: Sferro – Bivio per Castel di Judica;
- SP 135: Paternò – Fossa della Creta;
- SP 136: Scalilla – Porrazzo;
- SP 137/I: S. Marco – Pietralunga – Schettino;
- SP 137/II: Tre Fontane – Fontana Paradiso;
- SP 138: Ponte Barca – Tre Fontane;
- SP 139: S. Marco – Ponte Barca;
- SP 140: Paternò – Iaconianni.[170]

### Ferrovie

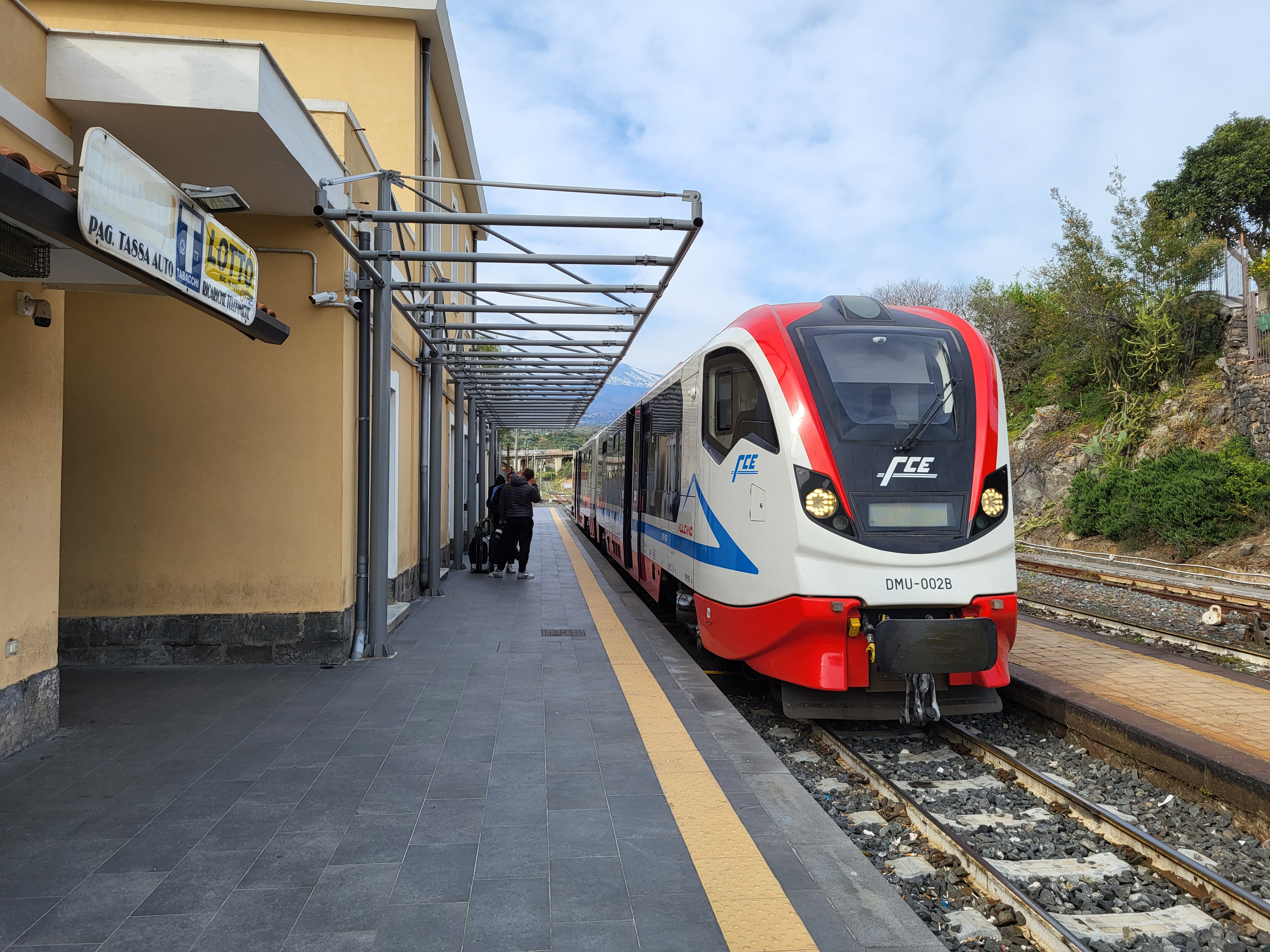
La stazione di Paternò, nel 2023.

Paternò è dotata di tre stazioni ferroviarie; nell'estrema parte orientale della città, sorge la stazione FCE, essendo uno dei comuni della provincia attraversati dalla Ferrovia Circumetnea (a scartamento ridotto, attiva dal 1895), che collega Catania con Riposto.
Fuori dal centro abitato, nella parte meridionale, sorgono le due stazioni delle Ferrovie dello Stato: Sferro e Gerbini, facente parte della Ferrovia Palermo-Catania. Sempre nell'ambito delle FS, in passato era attiva anche la stazione di Paternò-San Marco, che sorge nell'omonima contrada, ed appartiene alla Ferrovia Motta Sant'Anastasia-Regalbuto, dismessa nel 1987.

### Mobilità urbana
A Paternò è attivo il servizio di trasporto pubblico locale espletato dai bus navetta dell'Azienda Siciliana Trasporti..
Per quel che concerne il trasporto extraurbano, Paternò è servita dalle linee autobus della FCE lungo le direttrici Catania-Adrano, Catania-Randazzo e Adrano-Nicolosi, ed una che la collega a Ragalna, e quella dell'AST che la collega con Motta Sant'Anastasia.

## Amministrazione

### Gemellaggi
- Santa Barbara (California), dal 1978[175]
- Sesto Fiorentino, dal 1981[176]
- Menden (Sauerland), dal 1987[177]

### Altre informazioni amministrative
Il comune di Paternò fa parte delle seguenti organizzazioni sovracomunali:
- regione agraria n.6 (Colline litoranee di Paternò)[178];
- patto territoriale "Simeto Etna"[179];
- gruppo di azione locale "Etna".[180]

## Sport
Calcio
Ha sede nel comune la società Associazione Sportiva Dilettantistica Paternò Calcio, fondata nel 2017 che milita nel girone I di Serie D. La società è erede di una tradizione calcistica iniziata nel 1957 con la fondazione della Polisportiva Paternò. Il massimo torneo disputato dal Paternò Calcio è la Serie C1. La squadra ha anche vinto la Coppa Italia Dilettanti 2023-2024, nel match vinto a Firenze l'11 maggio 2024 contro la Solbiatese.
Baseball
Il baseball nasce a Paternò nel 1970. La prima società che ospitò questo sport americano fu la Polisportiva Libertas Itala. La società Polisportiva Warriors Paternò, nata nel 1982, ha militato nella Prima Divisione dell'Italian Baseball League dal 2001 al 2010.
I Paternò Dodgers, nati nel 1993, hanno vinto il campionato Italiano di categoria giovanile Little League Ragazzi Under 12. Altra squadra di baseball sono i Paternò Red Sox, fondati nel 2008, che nel 2016 ha vinto il campionato italiano di baseball di Serie A2.
Pallacanestro
Nella pallacanestro opera l'Associazione Sportiva Dilettantistica Basket Club Paternò, fondata nel 2010. Ha disputato la Serie C maschile nel 2011.
Ciclismo
Paternò è stata interessata dal Giro d'Italia nelle edizioni del 1949, del 1967, del 2018, del 2020 e del 2022, e dal Giro di Sicilia nel 2019.

### Impianti sportivi
Maggiore impianto sportivo di Paternò è lo stadio comunale Falcone-Borsellino, dove si disputano le partite interne del Paternò Calcio. Inaugurato nel 2001, sorge nel quartiere dell'Acquagrassa. Il campo di gioco è in erba e lo stadio è dotato di quattro tribunette - di cui una coperta - con una capienza massima complessiva di circa 4.000 spettatori. Nella stessa zona, sorge il velodromo Salinelle, già stadio di calcio costruito nel secondo dopoguerra e convertito in velodromo nel 2003, che versa in stato di abbandono ed è oggetto di ripetuti e continui atti di vandalismo. L'impianto rientra tra le 320 opere incompiute in Italia.
Nella medesima zona, sorgono altri impianti sportivi di proprietà comunale: il Palazzetto dello Sport, attivo dal 1979, e destinato alle società sportive locali che praticano la pallacanestro e la pallavolo; la piscina comunale (piscina Giovanni Paolo II), inaugurata nel 2009; cinque campi da tennis.
Nella zona di Via Verga, parte meridionale della città, sorge il campo di baseball e di softball.